# Thomas Savage
Thomas Savage (* 25. April 1915 in Salt Lake City; † 25. Juli 2003 in Virginia Beach) war ein US-amerikanischer Schriftsteller. Er wuchs auf Ranches nahe der Grenze von Montana und Idaho auf, bevor er zum Studium nach Maine ging und sich später in New England niederließ. Savage verfasste zwischen 1944 und 1988 insgesamt 13 Romane, von denen die Mehrzahl an den Orten seiner Kindheit und Jugend spielt. Seine Werke über das harte Leben auf den Ranches im Westen der USA, geprägt von menschlichen Tragödien und der häufig unbarmherzigen Landschaft, die die Menschen formt, haben häufig autobiografische Züge. Trotz der Verortung entsprechen sie nicht dem traditionellen Wildwestroman. Savages Romane wurden von der Kritik hochgelobt, fanden zu Lebzeiten jedoch kaum Anklang bei der Leserschaft. Erst seit Anfang der 2000er-Jahre erfolgt eine langsame Wiederentdeckung des Autors.

## Leben

### Frühe Jahre

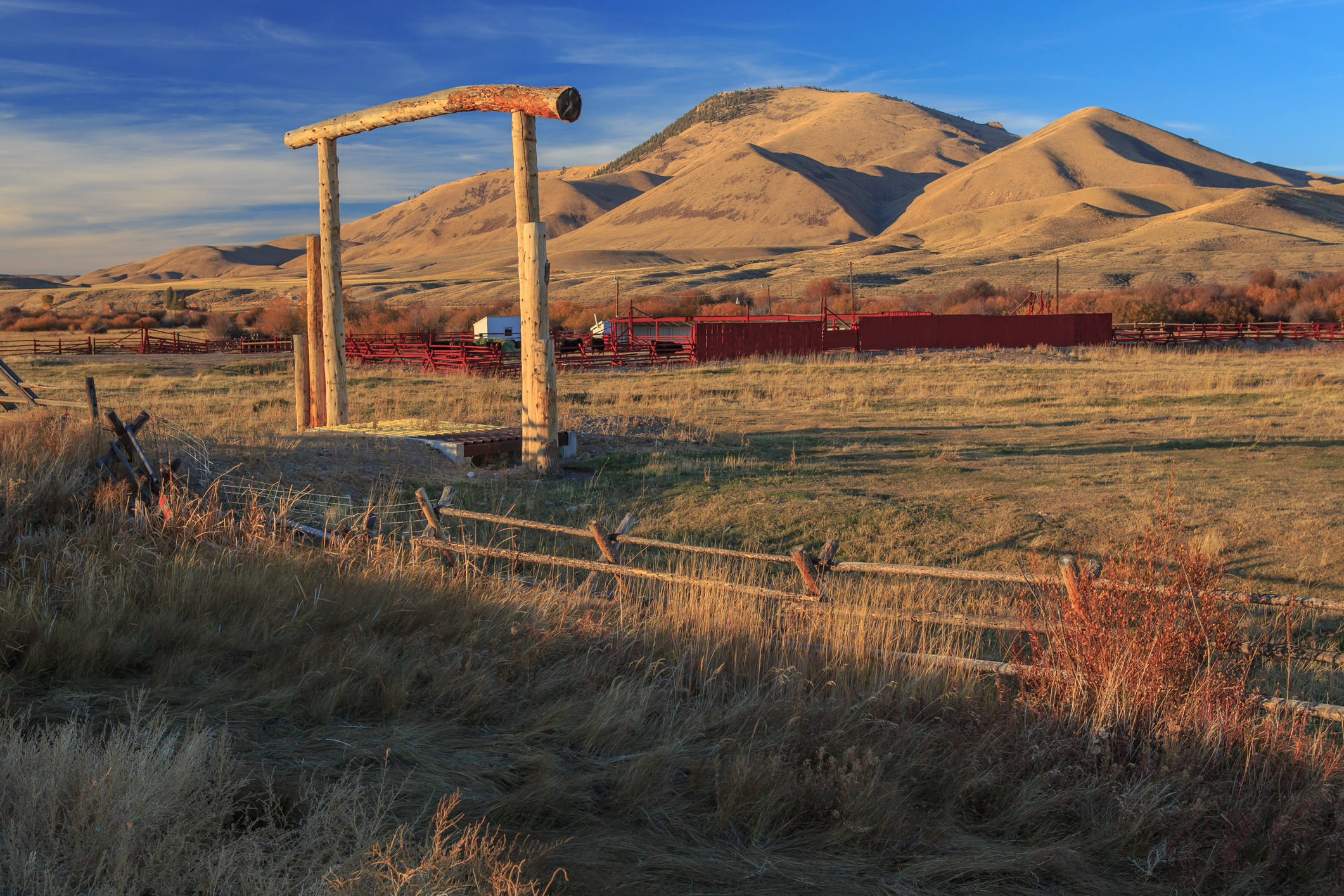
Lemhi Valley, unweit der Yearian-Ranch

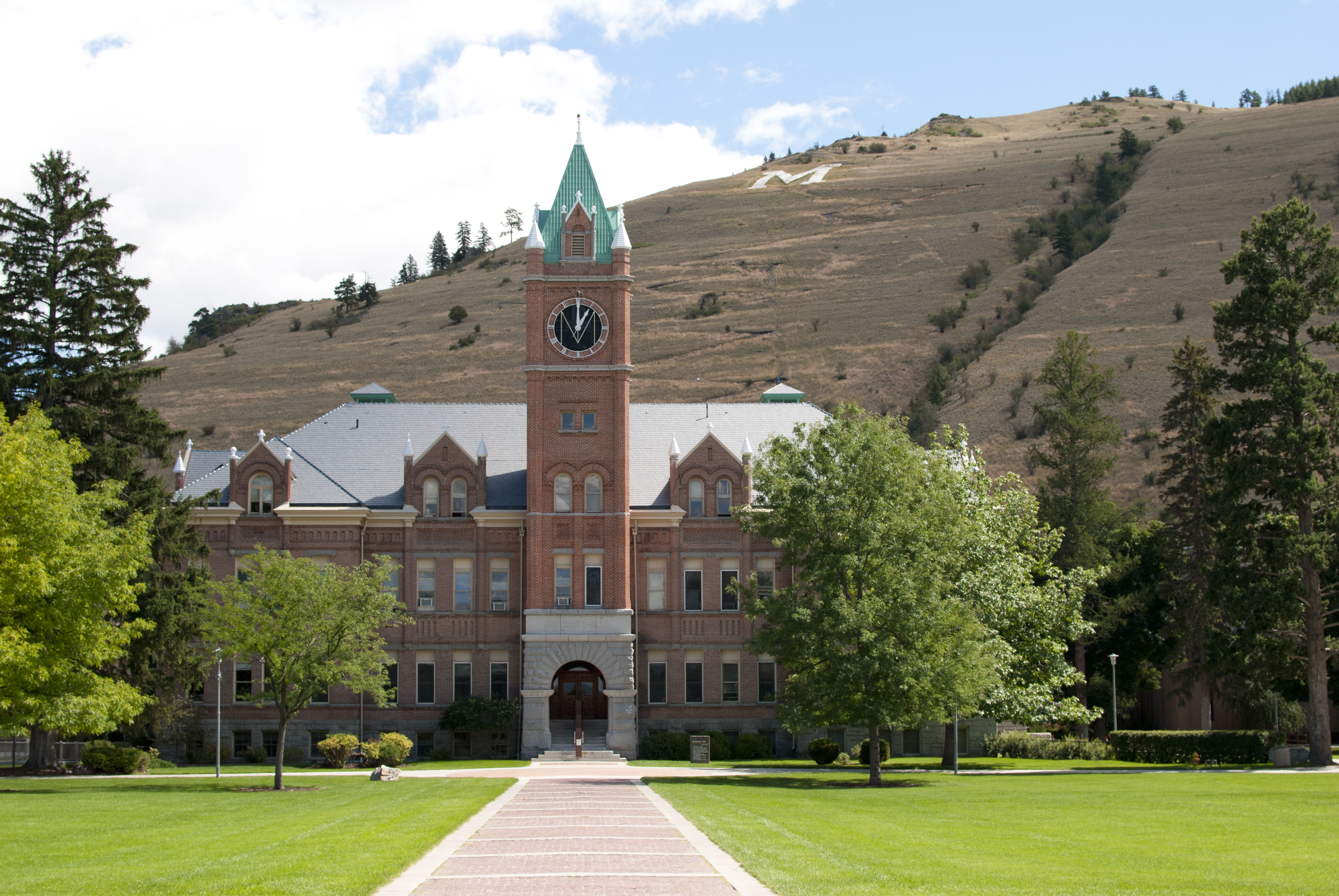
University of Montana in Missoula

Thomas Savage kam 1915 in Salt Lake City als zweites Kind von Elizabeth „Beth“ Savage, geborene Yearian, und Geschäftsmann Benjamin Harrison Savage zur Welt. Das Paar hatte 1911 geheiratet. Savages drei Jahre ältere Schwester wurde kurz nach ihrer Geburt zur Adoption freigegeben; er lernte sie erst 1969 kennen.
Die Familie lebte in Seattle. Bereits 1917 ließen sich Savages Eltern scheiden und seine Mutter zog mit ihm ins Lemhi County in Idaho auf die Schaf-Ranch ihrer Eltern, die sich östlich der Kleinstadt Lemhi befand. Die Yearians waren seit den 1860er-Jahren Viehzüchter in der Gegend gewesen. Ein Teil des Wohlstands der Familie rührte aus Goldfunden in den 1870er-Jahren her, durch den die Familie mehrere Ranches der Gegend aufkaufen konnte. Einige Grundstücke verkauften die Yearians an den späteren Politiker William A. Clark. Ab 1901 waren die Yearians als Schafzüchter tätig und vor allem Savages Großmutter Emma Russell Yearian galt als Unternehmerin und Schafzüchterin in ihrer Zeit als Ausnahme. In der Gegend war sie als „Sheep Queen of Idaho“ bekannt, da die Familie zeitweise rund 15.000 Schafe besaß. Beth Yearian war nach ihrer Rückkehr nach Lemhi als Schäferin der elterlichen Herden tätig und arbeitete auf den Feldern. Savage verarbeitete die Schaf-Ranch der Eltern in seinem autobiografischen Roman I Heard My Sister Speak My Name (dt. Mein Bruder – meine Schwester), der unter dem Titel The Sheep Queen später neu aufgelegt wurde. Starke Frauen wie seine Großmutter und seine Mutter, zu der er eine sehr enge Bindung hatte, prägten Savage und finden sich auch in seinen Romanen wieder.
Im Jahr 1920 heiratete Savages Mutter Charles Potts Brenner, den Sohn eines Viehzüchters in Horse Prairie westlich von Dillon, im Folgejahr kam Savages Schwester auf die Welt. Charles Brenner adoptierte Savage, der bis 1942 den Namen Thomas Brenner trug. Die Familie zog auf die Viehranch der Brenner-Familie in Horse Prairie im Beaverhead County, Montana. Savages Jahre auf der Brenner-Ranch, die in zahlreichen seiner Romane auftaucht, waren unglücklich; obwohl er mit seinem Stiefvater sehr gut zurechtkam, empfand er sich auf der Ranch als Außenseiter und die Heirat seiner Mutter als eine Pflichtheirat, um ihm Sicherheit und einen neuen Vater zu geben. Savages Mutter wurde alkoholabhängig, was Savage später unter anderem im Roman Die Gewalt der Hunde (Original: The Power of the Dog) verarbeitete.
Savages Schulzeit war wechselhaft, so wurde er zunächst zuhause unterrichtet, besuchte jedoch ab dem achten Lebensjahr die Grundschule und später die Beaverhead County High School in Dillon, wobei er wochentags in Dillon lebte und nur am Wochenende zurück auf die Brenner-Ranch ging. In der achten und zehnten Klasse wurde Savage mit seiner Halbschwester zeitweise erneut zuhause unterrichtet. Er las viel und entwickelte auf der High School ein Interesse am Schreiben. Als Reporter und Mitherausgeber war er an der lokalen Schülerzeitung The Beaver beteiligt und wusste bald, dass er Schriftsteller werden wollte. Er beendete die High School 1932 als Jahrgangsbester und begann ein Geschichtsstudium an der University of Montana in Missoula. Er besuchte zudem Kurse zum Kreativen Schreiben bei Brassil Fitzgerald (1896–1962), pausierte das Studium jedoch bereits 1933, weil er sich mit 17 Jahren zu jung zum Studieren fühlte. Savage war die folgenden zwei Jahre auf der Brenner- und Yearian-Ranch tätig und gab im Sommer 1935 kurzzeitig Reitunterricht an der Highlands Riding Academy bei Portland. Er arbeitete als Schäfer in der Nähe von Missoula und gab im Spätsommer 1936 Reitunterricht auf der Half Diamond S. Ranch, einer Guest Ranch bei Cranbrook in British Columbia.
In den Jahren 1934/35 sowie erneut 1936/37 setzte Savage sein Studium in Missoula als „unclassified student“ fort, fühlte sich aber dennoch ziellos. Er schrieb an einem Buch, das von Verlagen abgelehnt wurde, und veröffentlichte in der Literaturzeitschrift Frontier and Midland im Sommer 1937 den humorvollen Artikel Find the Orchestra über das Thema Filmmusik. Für das Magazin Coronet schrieb Savage 1937 noch unter seinem Adoptivnamen Thomas Brenner den Essay The Bronc-Stomper, der das Pferdezureiten behandelte. Für seine erste größere Veröffentlichung erhielt Savage 75 Dollar Honorar.

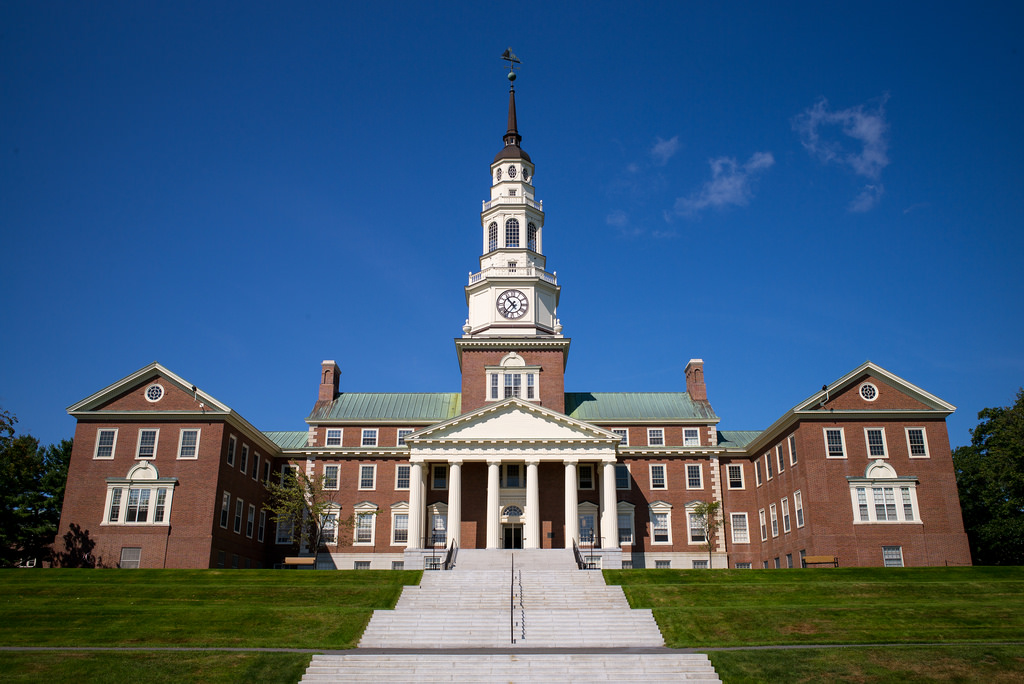
Colby College

Savage wechselte im Herbst 1937 auf das Colby College in Waterville, wo er Anglistik studierte. Schon im Sommer 1937 hatte er über einen regen Briefwechsel die Tochter seines Mentors Brassil Fitzgerald, die spätere Schriftstellerin Elizabeth Fitzgerald, kennengelernt, die am Colby College studierte. Beide heirateten im Herbst 1939 und beendeten 1940 gemeinsam das College mit dem Bachelor of Arts; das Colby College verlieh Savage im Jahr 1954 ein Honorary Masters Degree.
Die Savages lebten zunächst für kurze Zeit in Chicago, wo Thomas Savage als Schadensregulierer arbeitete. Auf Bitten seines Stiefvaters zogen sie 1942 für kurze Zeit auf die Brenner-Ranch, der infolge des Eintritts der USA in den Zweiten Weltkrieg die Arbeiter fehlten, und gingen schließlich 1943 nach Massachusetts. Die beiden Söhne des Paars kamen 1942 und 1943 zur Welt. Als verheirateter Vater mit zwei Kindern wurde Savage auch nicht zur United States Army eingezogen, obwohl er sich bei der United States Navy gemeldet hatte. Er übernahm während des Krieges zahlreiche Aushilfsarbeiten, so war er als Schweißer im Hafen, als Bremser bei der Eisenbahn, aber auch als Klempnerassistent tätig.

### Jahre als Schriftsteller
Bereits nach der Veröffentlichung von The Bronc-Stomper hatte Savage am Colby College mit der Arbeit an einer Kurzgeschichte begonnen, die schließlich 1944 bei Doubleday als Roman unter dem Titel The Pass erschien. Es war die erste Veröffentlichung unter seinem Geburtsnamen Thomas Savage, da Savage erst 1942 seinen Adoptivnamen Thomas Brenner zugunsten seines Geburtsnamens abgelegt hatte. Der erste Roman verkaufte sich mäßig, sodass Savage ab 1947 Dozent für Englisch an der Suffolk University in Boston wurde. Er hatte die Position bis 1948 inne; im selben Jahr erschien sein zweiter Roman Lona Hanson, der mit 750.000 verkauften Exemplaren Savages größter kommerzieller Erfolg wurde. Ab dem Schuljahr 1948/1949 war Savage an der neugegründeten Brandeis University in Waltham als Fundraiser tätig und lehrte ab 1951 als Assistenzprofessor Schreiben und Literatur. Er war zudem später kurzzeitig am Vassar College (1958/59) und gelegentlich am Franconia College (späte 1960er-Jahre) als Dozent tätig.
Im Jahr 1949 kam sein drittes und letztes Kind, eine Tochter, zur Welt; vier Jahre später veröffentlichte Savage seinen dritten Roman A Bargain With God, der erstmals im städtischen Boston und nicht im Westen der USA spielte. Das Buch wurde unter anderem für das Fernsehen verfilmt und erschien in Deutschland im Rahmen der Reader’s Digest Auswahlbücher gekürzt unter dem Titel Der Pfarrer von Beacon Hill. Wie auch Lona Hanson verkaufte sich der Roman gut und ermöglichte es Savage, seinen Lebensunterhalt von nun an ausschließlich mit dem Schreiben zu verdienen. Mit Lona Hanson und A Bargain With God selbst eher unzufrieden, zog sich Savage jedoch vorerst aus dem Literaturbetrieb zurück. In den nächsten 14 Jahren veröffentlichte er nur einen Roman, Trust in Chariots (1961).
Bereits 1955 hatte die Familie ein Haus in Georgetown gekauft, wo sie sich niederließ. Die Folgejahre waren geprägt von familiären Zerrüttungen: Savage, der bereits in seiner Jugend gewusst hatte, dass er homosexuell war, offenbarte sich seiner Familie in den späten 1950er-Jahren. Von 1960 bis 1962 hatte er eine Affäre mit dem späteren Kinderbuchautor Tomie dePaola (1934–2020), kehrte jedoch zu seiner Familie zurück. Die Ehe mit Elizabeth Savage war zu der Zeit von Alkoholabhängigkeit und – seltener – häuslicher Gewalt geprägt.
Savages produktivste Schreibphase begann Ende der 1960er-Jahre: Zwischen 1967 und 1976 veröffentlichte er fünf Romane, darunter 1967 mit The Power of the Dog sein bestes Werk. Sein Roman I Heard My Sister Speak My Name aus dem Jahr 1977 gilt als autobiografischster seiner Karriere. Er schrieb das Buch, nachdem er 1969 erfahren hatte, dass er eine Schwester hat, die noch vor seiner Geburt zur Adoption freigegeben wurde. Dies führte zu einer Neubewertung des Lebens seiner Mutter, was er im Roman verarbeitete. Der Roman erschien 2001 unter dem neuen Titel The Sheep Queen, eine Referenz an seine Großmutter, und wurde 1980 unter dem Titel Mein Bruder – meine Schwester auch in Deutschland veröffentlicht.
Auch Savages Frau Elizabeth Savage war als Schriftstellerin tätig und veröffentlichte mehrere Romane, die teilweise – wie die ihres Mannes – in Montana spielen. Thomas und Elizabeth Savage brachten nie ein gemeinsames Werk heraus, Savage hob jedoch ihre Unterstützung beim Lektorat seiner Werke hervor. Im Jahr 1979 erhielt Savage ein Guggenheim-Stipendium, das es ihm ermöglichte, ohne finanziellen Druck seinen Roman Her Side of It zu beenden, den er für sein bestes Werk hielt. Im Jahr 1980 steuerten sowohl Thomas als auch Elizabeth Savage Essays für Llewellyn Howland IIIs Kompilation A Book for Boston anlässlich 350 Jahre Boston bei. Savage schrieb hierfür Why a Pilgrim Traveled to Boston, and His Implausible Arrival There über seine Reise nach Boston und das erste Treffen mit seiner späteren Ehefrau.
Savage hatte zunehmend gesundheitliche Probleme, so litt er seit den 1970er-Jahren an Arthritis und Hernien. Auch familiäre Probleme setzten Savage zu, so erschoss sein jüngerer Sohn 1982 seine damalige Ehefrau und wurde zu einer mehrjährigen Gefängnisstrafe verurteilt. Die drei Kinder des Paares wuchsen in der Folgezeit bei Thomas und Elizabeth Savage auf. Savage besuchte im April 1983 im Rahmen des Kunstfestivals Inspirations of Pen and Palette letztmals Dillon und die Stätten seiner Kindheit. Er veröffentlichte noch zwei Romane: For Mary, With Love im Jahr 1983 sowie 1988 The Corner of Rife and Pacific, für den er für den PEN/Faulkner Award nominiert wurde. In beiden Romanen kehrte Savage an die Orte seiner Kindheit – Montana und Lehmi Valley sowie Dillon – zurück. Ab 1985 lebte die Familie mit ihren drei Enkeln in Langley auf Whidbey Island unweit von Savages Schwester.

### Späte Jahre
Savages Frau Elizabeth, deren letzter Roman Toward the End 1980 erschienen war, erkrankte an Lungenkrebs und verstarb 1989. Savage veröffentlichte nach ihrem Tod keine weiteren Romane mehr, auch wenn er weiter schrieb. Im Jahr 1989 arbeitete er an einem Roman über einen jungen Mann, der an AIDS erkrankt ist. Im Mai 1995 hatte er einen Roman fertiggestellt, dessen Manuskript jedoch verschollen ist. Zudem arbeitete er an einem Essay, den Publishers Weekly in Auftrag gegeben hatte, und den Savage über Dillon schrieb. Der Essay wurde nie veröffentlicht und die aus dem Essay entstandene Novelle um zwei High-School-Freunde, die in der ersten Hälfte des 20. Jahrhunderts eine homoerotische Beziehung eingehen, wurde von Savages Verleger William Morrow & Company abgelehnt. Auch andere Verleger hatten kein Interesse an der Geschichte, die als zu ruhig für den Literaturmarkt der 1990er-Jahre empfunden wurde. Savage arbeitete bis zu seinem Tod an dem Werk, das er Buddies nannte, und zuletzt in einen größeren Gesamtroman namens The Scheme of Things einbinden wollte. Das Manuskript von Buddies ist erhalten.
Kurz nach dem Tod seiner Ehefrau verkaufte Savage Ende 1989 das Haus in Langley und zog nach San Francisco, wo er mit einem jüngeren Liebhaber zusammenlebte. Erst in den späten 1990er-Jahren zog er nach kurzzeitigen Aufenthalten in Seattle nach Virginia Beach in die Nähe seiner Tochter, die ihn im hohen Alter unterstützte.
Savage erlebte die Neuauflage seiner beiden Romane The Power of the Dog und I Heard My Sister Speak My Name (unter dem Titel The Sheep Queen), die 2001 bei seinem langjährigen Verlag Little, Brown erschienen. The Power of the Dog beinhaltete dabei ein Nachwort von Annie Proulx, die Savages Buch schon in den 1960er-Jahren gelesen hatte und eine Verehrerin seiner Romane war. Neben den Veröffentlichungen in den USA und Großbritannien wurden beide Romane auch in Frankreich und Italien herausgebracht. Nach eigener Aussage war Savage erfreut über die Neuauflage beider Bücher. Sie kam zustande, nachdem eine neue Angestellte bei Little, Brown Savages Romane im Schrank ihrer Eltern entdeckt hatte und fasziniert von ihnen war. Alle Romane Savages, außer The Corner of Rife and Pacific, galten Ende der 1990er-Jahre als vergriffen.
Das Montana Festival of the Book in Missoula, Montana, widmete Savage und seinem Gesamtwerk 2001 ein Panel, wobei Savage nicht am Festival teilnahm. Er verstarb 2003 in Virginia Beach und wurde eingeäschert; die Asche befindet sich im Besitz der Familie. In den Jahren 2009 und 2011 wurden mit The Pass und Lona Hanson weitere Romane Savages neu aufgelegt. O. Alan Weltzien, bis 2020 Professor an der University of Montana-Western und Savage-Forscher, veröffentlichte mit Savage West. The Life and Fiction of Thomas Savage Ende 2020 die erste umfassende Biografie zu Savages Leben und Werk.

## Wirken

### Romanveröffentlichungen

#### The Pass (1944)

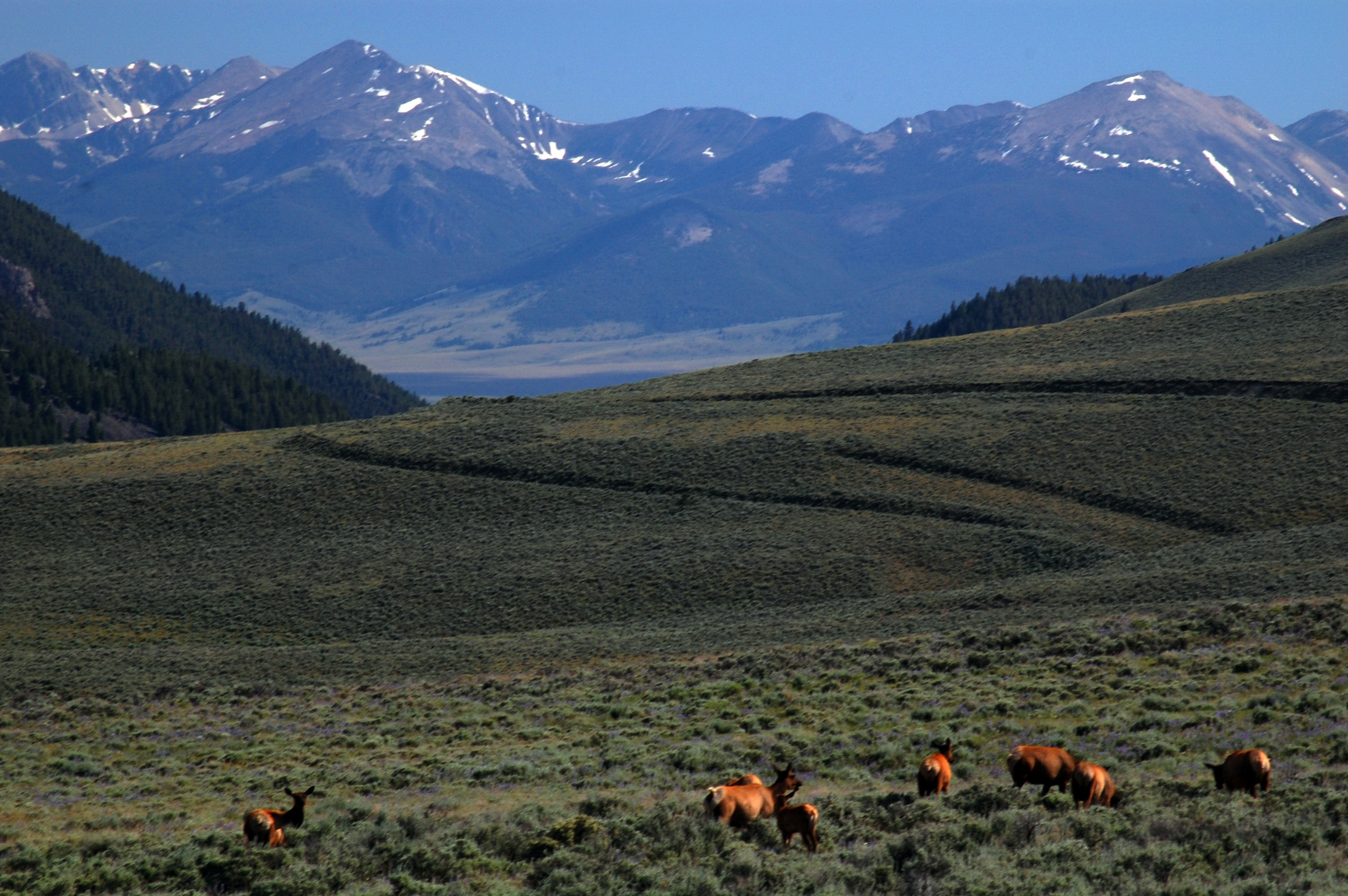
Der Bannock-Pass zwischen Idaho und Montana

The Pass war Savages erste Romanveröffentlichung. Er begann mit der Arbeit am Roman in den späten 1930er-Jahren, nachdem er The Bronc-Stomper veröffentlicht hatte. Ursprünglich war The Pass als Kurzgeschichte über die Bedeutung der Eisenbahn für eine kleine isolierte Ranchgemeinde geplant. Der Herausgeber von Atlantic Monthly, dem Savage das Manuskript zugeschickt hatte, kritisierte jedoch das Fehlen von Personen in der Geschichte und schlug Savage vor, sie zu einem Roman zu erweitern. Der Roman, den Savage seiner Mutter gewidmet hatte und deren weibliche Hauptfigur ihren Namen Beth trägt, wurde 1944 bei Doubleday veröffentlicht. Im Jahr 1957 erschien der Roman bei Bantam Books als Paperback.
Die Handlung umfasst die Zeit zwischen 1913 und 1924. Als namensgebender Pass des Romans diente der Bannock-Pass, der Lemhi County und Horse Prairie verbindet. Der Bau der Salmon City and Pittsburgh Railroad im Roman nahm den Bau der Gilmore and Pittsburgh Railroad zum Vorbild.
Hauptfigur ist der junge Ranchersohn Jess Bentley, der sich 1913 mit seiner Frau Beth Ford im Horse Prairie Valley niederlässt. Sie werden von den Nachbarn gut aufgenommen; Jess vergrößert sein Land und seine Viehbestände über die Jahre. Die Gegend wird 1916 an das Eisenbahnnetz angeschlossen, was Aufschwung verspricht. Beth sollte auf Anraten ihres Arztes keine Kinder bekommen, wird dennoch schwanger und verliert ihren neugeborenen Sohn nach nur einem Tag. Sie kehrt geschwächt zu Jess zurück. In einem schweren Winter Anfang der 1920er-Jahre kommt Beth ums Leben und Jess kämpft schließlich um das Vieh, das den schweren Winter 1923/24 aufgrund des Heumangels nicht überleben wird, weil keiner der Trucks den schneebedeckten Pass überwinden kann. Erst in letzter Minute schafft es die Eisenbahn, den Pass zu überwinden und das rettende Heu zu liefern.
Die Kritik nannte das Buch „handlungslos“ („plotless“), ohne typische Themen wie Erschießungen und Versuche, eine Farm zu stehlen, sowie Liebeleien, die Liebe eines Manns zu seiner Frau ausgenommen. Der Roman sei „ruhig geschrieben“, mit einer Ernsthaftigkeit, die die Gefühle tief berühre. Nur Personen, die in Kleinstädten im amerikanischen Westen gelebt hätten, würden die Beschreibung der Klaustrophobie würdigen können, die sich während eines Winters bei abgeschnittener Lage einstelle, so die New York Times: Der Roman sei einfach zu lesen, aber nicht einfach zu vergessen. Die Los Angeles Times lobte den Roman, der von hoher Qualität („high quality“) sei; er sei von einem harschen Realismus dominiert, doch erinnere sich der Leser auch an den Mut der Menschen und die Schönheit, die der Leser durch ihre Augen sieht. Annie Proulx sah The Pass, gemeinsam mit Savages Romanen Lona Hanson und The Power of the Dog, als späte Werke des Goldenen Zeitalters der amerikanischen Landschaftsromane, zu denen sie Autoren wie William Faulkner und Ernest Hemingway zählte. Savage selbst empfand sein Erstlingswerk als „ziemlich gutes Buch“ („a pretty good book“), das jedoch im Literaturbetrieb schnell einfach verschwunden sei. Der Roman verkaufte sich mäßig. Im Jahr 2009 wurde The Pass beim Verlag Riverbend neu veröffentlicht.

#### Lona Hanson (1948)
Im Jahr 1948 erschien Savages zweiter Roman Lona Hanson. Der Roman wurde bei Simon & Schuster veröffentlicht, da Savage Doubleday verlassen hatte, als sein dortiger Lektor in den Zweiten Weltkrieg eingezogen wurde. Im Jahr 1949 erschien der Roman bei Signet Books auch als Paperback. Die Handlung von Lona Savage spielt in den Jahren 1928 bis 1933 im Lost Horse Valley (Horse Prairie, Montana), mit einer ersten, wenig schmeichelhaften Zeichnung von Dillon als Sentinel.
Lona Hanson handelt von Lona Bart. Hanson, ihr Geburtsname, stammt von ihrem Vater, einem Ranchmitarbeiter, der in die Rancherdynastie Bart einheiratete, die Familie jedoch verließ. Lona erbt die Viehranch der Familie mit 20.000 Morgen Land im Lost Horse Valley und zerstört im Kampf um den Erhalt der Ranch während der Great Depression ihre Familie: Lona ist aus finanziellen Gründen mit einem „schwachem Ehemann“, dem Schriftsteller Clyde Barrows, verheiratet, doch die Ehe scheitert. Clyde kommt mit Lonas Mutter, einer schönen, alkoholkranken Pianistin, zusammen und flieht mit ihr. Lona selbst, die schon lange in den Ranchmitarbeiter Eddie Rohn verliebt war, verliert ihn und bleibt am Ende allein zurück.
Lona Hanson war nach Savages Aussage Margaret Jean Orr, dem Mitglied einer der ersten Familien im Beaverhead Valley, nachempfunden, bildete jedoch bereits einen ersten Entwurf für Savages starke Frauencharaktere. Deutlich lassen sich auch Parallelen zu Savages Großmutter Emma Russell Yearian, aber auch Savages Halbschwester ziehen. Die fiktive Barts Ranch gleicht im Aussehen der Yearian Ranch, ist ansonsten aber der Brenner Ranch nachempfunden. In Joe Martin, der Lona verhöhnt und im Laufe der Handlung auch vergewaltigt, stellte Savage erstmals seinen verhassten Stiefonkel William Brenner dar, während er sich selbst in Teilen in Clyde Barrows wiederfand. Zahlreiche Figuren, Objekte und Landschaften in Lona Hanson erscheinen in späteren Romanen Savages verfeinert erneut.
Noch vor der Veröffentlichung von Lona Hanson wurden im April 1948 die Filmrechte von Columbia Pictures für 50.000 Dollar gekauft. Überregional sorgte dies auch deshalb für Schlagzeilen, weil Savage im selben Monat ein Darlehen in Höhe von 500 Dollar von einer Bank verwehrt wurde, weil er als „poor risk“ galt. Neben der New York Times berichtete unter anderem auch das bekannte Magazin Life darüber. Der Film, der unter der Regie von Norman Foster mit Rita Hayworth und William Holden in den Hauptrollen entstehen sollte, wurde nie realisiert, brachte Savage, der das Geld anlegte, aber langjährige finanzielle Sicherheit.
Die Kritik lobte die realistische Zeichnung der Charaktere, konstatierte jedoch auch, dass Savage in seinen Romanen nicht an ein gutes Ende zu glauben scheine. Savage lehnte rückblickend Lona Hanson, wie auch seinen folgenden Roman, als „zu sentimental“ und deterministisch ab und konstatierte, dass er zu dieser Zeit noch in einer Lernphase gewesen sei. Dennoch wurde Lona Hanson mit über 750.000 verkauften Exemplaren Savages größter kommerzieller Erfolg und erschien unter dem Titel L’erede dei Bart 1954 auch in Italien. Der Roman wurde 2011 von Riverbend und Drumlummon Institute neu veröffentlicht.

#### A Bargain With God (1953)
A Bargain With God erschien wie Lona Hanson bei Simon & Schuster. Der Roman war Savages Mentor und Schwiegervater Brassil Fitzgerald gewidmet. Es war Savages erstes Werk, das nicht im Westen der USA, sondern in Boston spielte, und wurde Savages meistvermarktetes und neben Lona Hanson kommerziell erfolgreichstes Buch. Es erschien 1953 und wurde 1955 im Rahmen der Reader’s Digest Auswahlbücher in gekürzter Form und unter dem Titel Der Pfarrer von Beacon Hill auch in Deutschland veröffentlicht. In Italien erschien der Roman 1963 unter dem Titel Un buon affare con Dio. Im Jahr 1953 wurde das Buch im Rahmen der Serie Studio One für das Fernsehen verfilmt.
Handlungsort des Romans ist die nur 70 Personen große Gemeinde einer anglikanischen Missionskirche in Beacon Hill, Boston, die vom alten Father Ferris geleitet wird. Die Gemeinde ist arm, sodass Kirche und angrenzender Spielplatz vom Verfall und Abriss bedroht sind. Die Situation der Gemeinde bessert sich jedoch kontinuierlich durch „kleine Wunder“: Ferris findet eine hohe Spende im Spendenkorb, die Mitgliedern der Gemeinde hilft, der junge Autoschlosser Johnny Moss und seine Frau Jebby, die den Verlust ihres Babys infolge eines Unfalls verarbeiten müssen, erfahren, dass sie erneut ein Kind erwarten, und auch die Kirche und der für die Gemeinde wichtige Spielplatz werden gerettet: Die geschäftstüchtige, aber einsame Nachbarin Lydia Brumall entdeckt ihr Herz für die Kirche und wird sie finanziell unterstützen.
Die christliche Kritik lobte A Bargain With God als „ein schönes Buch, das man lesen muss, um es zu schätzen“. Ein Geistlicher im Dienst der United States Navy nutzte den Roman im Rahmen von modernen Gottesdiensten, wobei sich junge Soldaten seiner Ansicht nach am meisten mit Johnny Moss identifizierten. Die New York Times lobte das Buch, das Fragen stelle und sie in „humanistischer, glaubhafter“ Art behandele. Die Charakterzeichnungen und -motivationen seien solide und akkurat; kritisiert wurden Abschweifungen und Tendenzen zu „katechetischen Frage-Antwort-Passagen“. Dennoch sei das Buch eine „erfrischende Abwechslung zu Romanen voller Verzweiflung und Freud’schem Nebel“. Für die Saturday Review war A Bargain with God eine „warmherzige Fabel“. Andere Kritiker verrissen den Roman mit „seifenopernhaften Wundern“, voller „schäbiger religiöser Symbolik“ und Prosa, die auf die Tränendrüse drücke; der Roman sei ekelhaft („disgusting“) und habe die „falsche Frömmigkeit einer bestimmten Art von Berufsbettlern“. Savage selbst lehnte das Buch, wie auch den Vorgänger Lona Hanson, als zu sentimental ab und fand ihn 1993 rückblickend einen der schlechtesten Romane, die er je geschrieben habe. Auch die Verfilmung für das Fernsehen bezeichnete er als furchtbar („they did a terrible job on it“).

#### Trust in Chariots (1961)

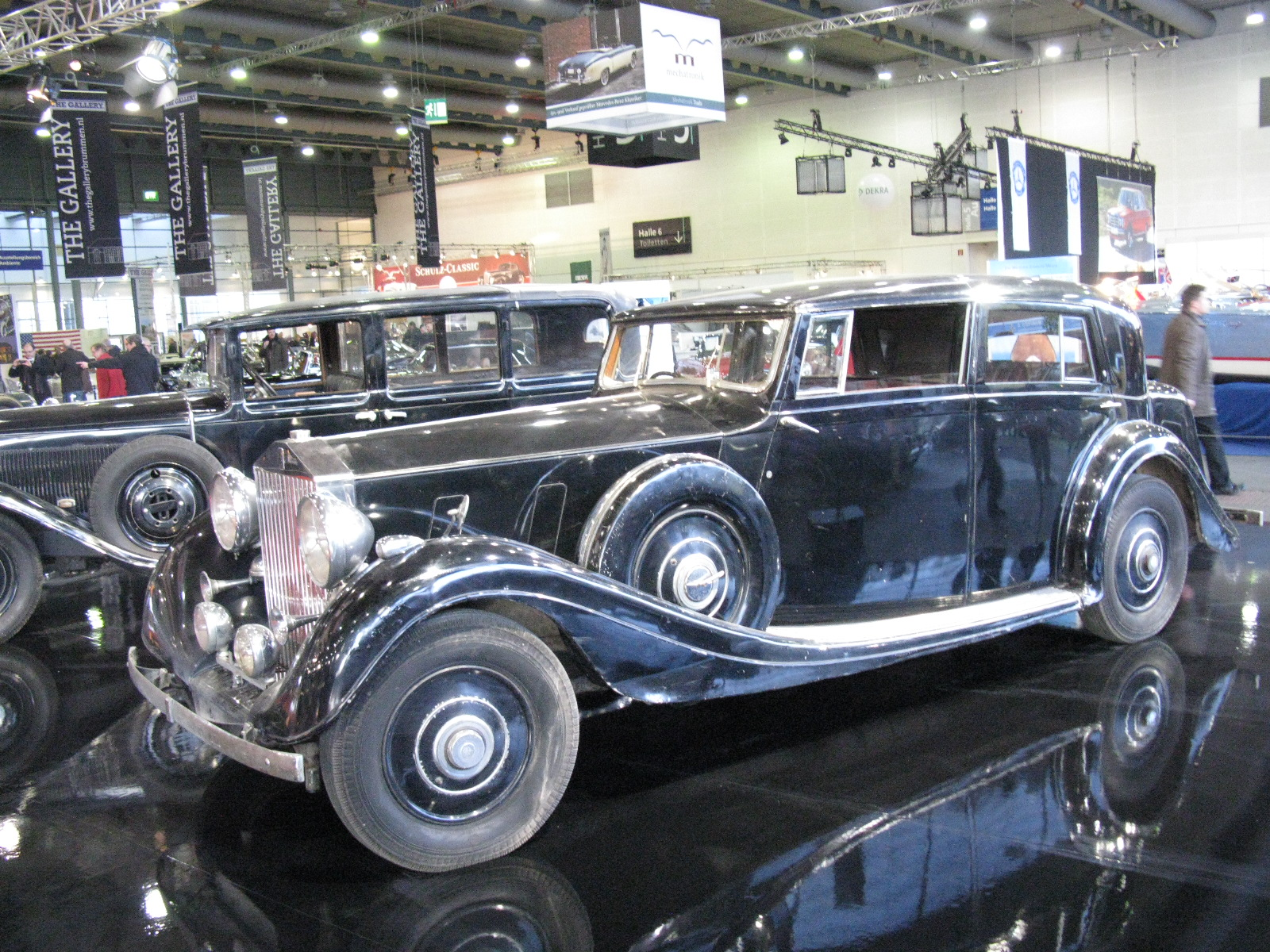
Rolls-Royce Phantom III (1939)

Trust in Chariots erschien 1961 als einziger Roman Savages bei Random House, da sein Lektor von Simon & Schuster zu Random House gewechselt hatte. Die Handlung besteht aus zwei Teilen (Buch 1: Before the Journey, Buch 2: The Journey) und ist wie der Vorgängerroman A Bargain With God nicht im Westen der USA angesiedelt. Der Romantitel bezieht sich auf einen Bibelspruch (Psalms 20:7): „Some trust in chariots and some in horses, but we trust in the name of the Lord our God.“ Savage widmete den Roman seinem Vater.
Die Handlung dreht sich um den Weltkriegsveteranen Sheldon Owens, der in Boston lebt. Er ist aus dem Krieg mit einem verkrüppelten Bein heimgekehrt und arbeitet für eine Versicherungsgesellschaft. Als er seine Frau Marianne bei einem Seitensprung erwischt, verlässt er sie, kauft sich einen schwarzen Rolls-Royce und entschließt sich, zu einer Reise gen Kalifornien aufzubrechen. In Chicago lebt der junge Pal Forbes, der in Armut aufgewachsen ist und erst den Vater und dann die Mutter verliert. Er interessiert sich für Autos und entschließt sich eines Tages fortzugehen. Seine achtjährige Schwester Janie lässt er bei Nachbarn zurück, da sie aus seiner Sicht ohne ihn besser dran ist. Pal trampt und Sheldon nimmt ihn mit. Sie kommen nur bis Nebraska, bevor sie umdrehen, da sich Sheldon entschieden hat, zu seiner untreuen Frau zurückzukehren. Seine Rückkehr wird durch einen Autounfall beendet, bei dem Sheldon ums Leben kommt.
Für den Roman Trust in Chariots wurde Savage durch eigene Fahrten in den 1950er-Jahren nach Montana und zurück inspiriert; seit 1952 war der bekennende Auto-Liebhaber im Besitz eines Rolls-Royce Phantom III. Die Saturday Evening Post veröffentlichte das erste Kapitel des Romans als Kurzgeschichte. Die Kritik nannte das Buch eine Geschichte, die wie der Vorgängerroman „große Herzenswärme und großen Glauben hat, um einem gewöhnlichen Leben, das sonst zum Scheitern verurteilt wäre, einen erneuten Auftrieb zu geben“. Die New York Times nannte den Schreibstil „direkt, klar und (man muss es sagen) sentimental“, während The Hudson Review feststellte, dass Savage im Roman seine Fähigkeiten zeige, indem er zunächst ein Ehedesaster und anschließend einen wunderbaren Spaß in einem Rolls-Royce quer durch Amerika heraufbeschwöre. Savage selbst hielt den Roman für seinen bis dahin besten, nannte ihn rückblickend jedoch ein „sehr merkwürdiges Buch“.

#### Die Gewalt der Hunde / The Power of the Dog (1967)

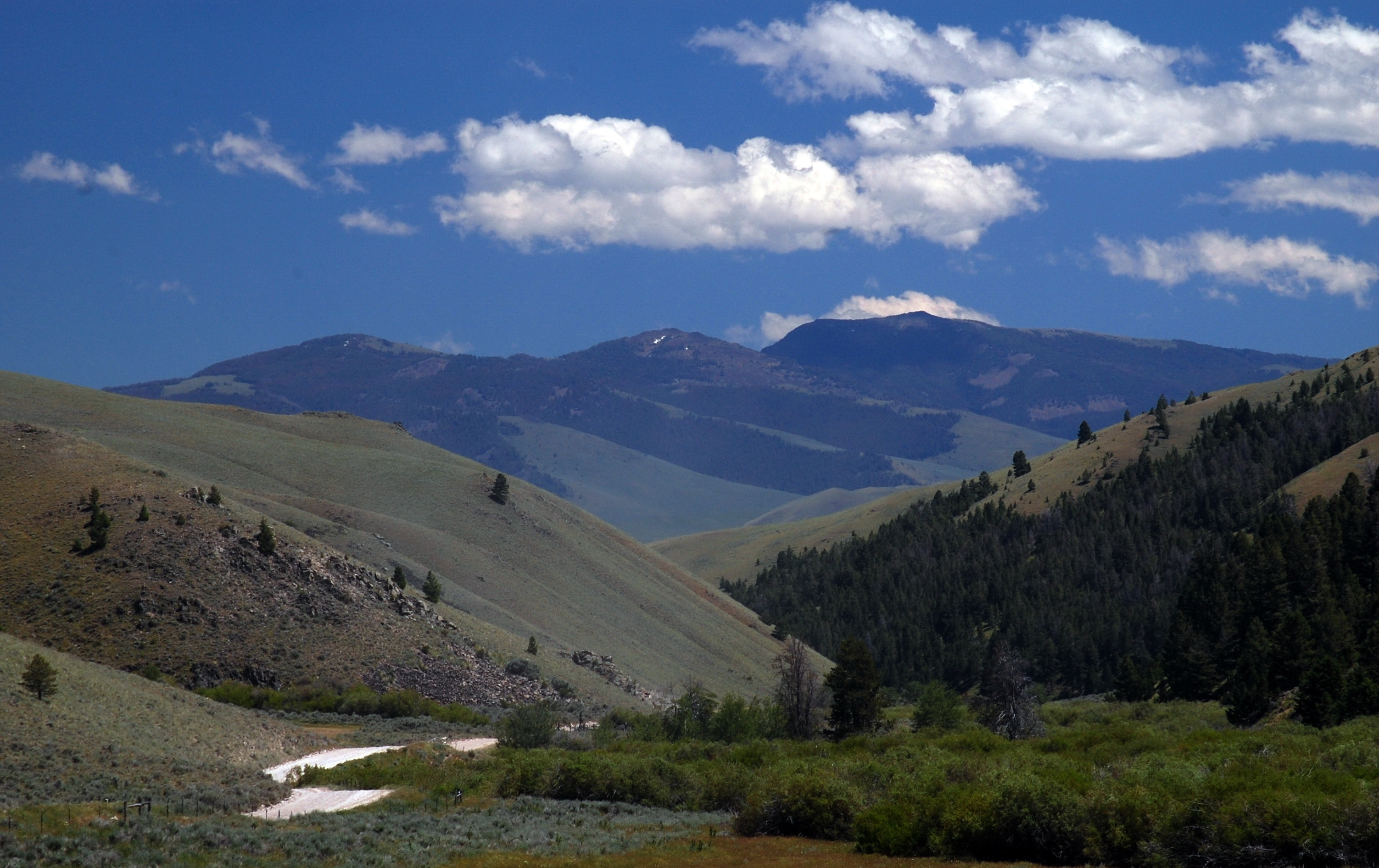
Nahe Horse Prairie, Beaverhead County, Montana, Schauplatz von The Power of the Dog

The Power of the Dog war der erste Roman seit Lona Hanson, in dem sich Savage dem Westen seiner Kindheit und Jugendzeit in Horse Prairie widmete. Es war zudem das erste Buch, das beim Verlag Little, Brown veröffentlicht wurde, da Savages vorheriger Verlag Random House Änderungen am Buch verlangt hatte, die der Autor nicht umsetzen wollte. Savage widmete das Buch seiner Frau Elizabeth Savage („For my wife“). Der Romantitel bezieht sich, wie bereits beim vorherigen Roman, auf eine Bibelstelle (Psalm 22:20): „Deliver my soul from the sword / My darling from the power of the dog.“ Die Handlung umfasst den Zeitraum Herbst 1924 bis Herbst 1925.
In Montana leben die Brüder Phil und George Burbank auf einer Ranch, die ihnen zu gleichen Teilen gehört. George ist der bodenständige, ruhige Zahlenmensch, während der intelligente, zynische Phil häufig die praktischen Tätigkeiten übernimmt. Das Gleichgewicht auf der Ranch wird gestört, als George die junge Witwe Rose heiratet, die mit ihrem femininen Sohn Peter auf die Ranch zieht. Phil setzt alles daran, die Ehe zu zerstören. Rose, die dem psychischen Druck Phils nicht gewachsen ist, wird Alkoholikerin. Zwischen Phil und Peter wiederum wandelt sich der Hass von Phils Seite zunächst zu einer Zweckgemeinschaft, will er den Jugendlichen doch von seiner Mutter entzweien und sie so in den Selbstmord treiben. Erst spät entdeckt Phil, der seine Homosexualität von jeher durch aggressive Homophobie verdeckt hat, dass er sich zu Peter hingezogen fühlt. Dieser wiederum nutzt Phils Schwäche, um ihn zu töten und damit seine Mutter zu retten.
Für Kritiker gilt The Power of the Dog als Savages bestes Buch. Der Roman blieb vier Wochen hintereinander auf der „New and Recommended“-Liste der New York Times und erhielt hervorragende Kritiken. Publishers Weekly nannte das Buch einen „dichten und starken Roman“ und benannte als einzige zeitgenössische Kritik die homosexuelle Ebene des Romans („Phil is plotting a homosexual involvement with the boy“). Der Roman sei „Krafft-Ebbing vor dem Hintergrund des regionalen Westens, was einen starken literarischen, aber weniger kommerziellen Reiz hat.“ Für Kirkus Reviews war der Roman ein „fesselndes Buch von seinen vorsichtigen, aber prägnanten Charakterisierungen bis hin zum raffinierten Horror seiner Auflösung.“ Savage selbst nannte Phil rückblickend „eine unsympathische Person, und ich denke, er ist einer der Charaktere, die mir am besten gelungen sind“. Auch die New York Times befand, dass Savage ein „magisches Händchen für Charaktere hat, vor allem für Phil Burbank“. Roger Sale von The Hudson Review nannte The Power of the Dog den besten Roman des Jahres und das beste Buch, das er über den modernen amerikanischen Westen kennt. Für Annie Proulx war The Power of the Dog ein „brillantes und raues Buch“ und ein „literarisches Kunstwerk“, das in einem Atemzug mit Walter Van Tilburg Clarks Der schwarze Panther, Wallace Stegners Der Berg meiner Träume und Katherine Anne Porters Noon Wine genannt werden müsse.
Trotz des großen Kritikerlobs blieb der Verkaufserfolg aus. Verlagsmitarbeiter schätzten, dass nur rund 1000 Exemplare des Buchs verkauft wurden. Erst spät erfolgte die Wiederentdeckung des Buches, das 2001 neu mit einem Nachwort von Annie Proulx veröffentlicht wurde. Im Jahr 2021 erlebte die Romanverfilmung The Power of the Dog von Jane Campion mit Benedict Cumberbatch in der Rolle des Phil auf den Internationalen Filmfestspielen von Venedig ihre Premiere und gewann den Silbernen Löwen für die beste Regie. Infolge der Verfilmung erschien The Power of the Dog im November 2021 als Film-tie-in-Ausgabe neu; eine deutsche Übersetzung unter dem Titel Die Gewalt der Hunde wurde im Dezember 2021 veröffentlicht.

#### The Liar (1969)
The Liar erschien 1969 bei Little, Brown als Hardcover und 1970 bei Dell Books auch als Paperback. Es war der erste Roman Savages, der deutliche autobiografische Züge trägt, wobei der Autor und sein leiblicher Vater zentrale Charaktere darstellen. Savage verzichtete im Roman auf An- und Ausführungszeichen, um einen geradlinigeren, ununterbrochenen Lesefluss zu erreichen. Dem Roman ist der Bibelvers „I said in my haste, All men are liars“ (Ps 116,11 ) vorangestellt.
Die Handlung von The Liar beginnt in den frühen 1910er-Jahren und endet kurz nach dem Zweiten Weltkrieg. Die Hauptfiguren sind Gerald „Gerry“ Sawyer, dem der Roman von der Geburt in Montana bis zu seiner Zeit als aufstrebender Schriftsteller in Boston folgt, und sein Vater Hal Sawyer, der bereits als Kind gelernt hat, dass das Lügen ihm mehr bringt als die Wahrheit. Vertreter Hal heiratet die Rancherstochter Anne Burk, die ihn nach nur einem Jahr verlässt und den gemeinsamen Sohn Gerry auf die Welt bringt. Der wächst ohne den leiblichen Vater auf, der nur über Ansichtskarten und Geschenke an Festtagen anwesend ist. Anne heiratet in die Rancherfamilie Bond ein, doch wird Gerry von seinem Stiefvater nicht angenommen und idealisiert in der Folgen den abwesenden Hal, dessen Briefe eine erfolgreiche Karriere spinnen, die in Wirklichkeit gelogen ist. Gerry wird schließlich ein erfolgreicher Schriftsteller, heiratet und hat einen Sohn. Erst bei der Zusammenkunft von Hal und Gerry zu Weihnachten im Haus des Sohns erkennt dieser das Lügenkonstrukt, das der Vater sich gebaut hat, um dem unbekannten Gerry zu imponieren. Er vergibt ihm jedoch, ohne das Lügengebäude des Vaters zu zerstören.
Die Kritik zu The Liar war geteilt. Das Magazin Saturday Review nannte den Roman „kein sehr gutes Buch“, während die New York Times befand, dass Unterhaltungsliteratur durchaus eine tiefgründige Charakterzeichnung fehlen dürfe und dass es beim Roman auch nicht schlecht sei, dass die sozialen Umwälzungen in den behandelten 40 Jahren Zeit ausgespart sind. „Savage macht viele Dinge so gut, dass wir nie die Sachen vermissen, die er auslässt.“ Der flache, karge Stil und die ironische Grundstimmung verhindere zudem, dass der Roman sich zu wichtig nehme und ins Sentimentale abgleite. Das Buch erkunde erstklassig die Themen Unabwendbarkeit und menschliche Weisheit. Kirkus Reviews befand, dass Savage ein hervorragender Geschichtenerzähler sei, der „mit Hilfe von Fiktion eines der allgegenwärtigsten, aber am wenigsten ehrlich untersuchten Probleme in der modernen Gesellschaft behandelt – die Trennung von Elternteil und Kind und wie jeder davon beeinflusst werden kann, und das jeweils aufgebaute Idealbild, das wiederum die tatsächlich involvierten Personen sowohl ersetzen, als auch motivieren kann“.

#### Daddy’s Girl (1970)
Daddy’s Girl erschien kurz nach The Liar im September 1970 bei Little, Brown und wurde 1972 bei Ballantine Books auch als Paperback veröffentlicht. Der Roman ist der erste von drei Romanen Savages, in denen männliche Protagonisten aus ihrer Sicht das Leben einer Frau erzählen, die in ihrem Leben eine wesentliche Rolle gespielt hat. Die Rahmenhandlung unterbricht dabei die Rückblicke.
In Daddy’s Girl ist der Erzähler Chris, ein Börsenmakler aus Utah, der mit seiner Frau Jane zusammenlebt. Er berichtet von Marty Linehan, die er in den 1930er-Jahren am College kennen- und lieben lernte. Beide schliefen miteinander und Chris kam nie ganz über die Trennung hinweg. Auch Marty leidet unter einer Trennung: Ihr Vater verließ die Familie, kurz bevor sie aufs College ging, und zog nach Europa. Nach einigen Postkarten aus der Schweiz schläft der Kontakt bald ein. Marty heiratet den grundständigen Walter und wird von ihm schwanger. Der gemeinsame Sohn kommt auf die Welt, als Walter bereits im Zweiten Weltkrieg als Soldat dient. Marty verbringt die Kriegszeit mit ständigen Partys und Soldaten, mit denen sie regelmäßig das Bett teilt. Walter kehrt zwar aus dem Krieg zurück, wird von Marty aber verlassen. Sie hat sich in den irischen Anwalt John Linehan verliebt und zieht mit ihm zusammen. Johns Verfall und Tod infolge eines Hirntumors treiben Marty in die Alkoholabhängigkeit. Erst ein mögliches Wiedersehen mit ihrem Vater bringt Marty dazu, sich in Therapie zu begeben.
In Daddy’s Girl zeichnete Savage die Geschichte von Betty Beresford, einer Freundin aus Colby-College-Zeiten nach, die später eine Dame der Gesellschaft in Boston war, alkoholabhängig wurde und daran schließlich auch verstarb. Neu für Savage waren die expliziten Sexszenen im Buch, was die New York Times dazu brachte, den Roman eine „profoundly adult novel“ zu nennen. Kirkus Reviews schrieb, dass Savage es schaffe, „eine wirklich sexy Geschichte mit beträchtlicher fleischlicher Offenheit zu erzählen, ohne sie zu beschmutzen […] Alles in allem eine sehr verführerische Unterhaltung über eine dieser verlorenen Lieben.“ Die New York Times hob hervor, dass Savage im Erzählen der Geschichte von Marty nicht den Fehler mache, zu moralisieren, auch wenn er stellenweise simplifiziere. O. Alan Weltzien nannte den Roman rückblickend einen unbedeutenderen („lesser“) Roman Savages.

#### A Strange God (1974)

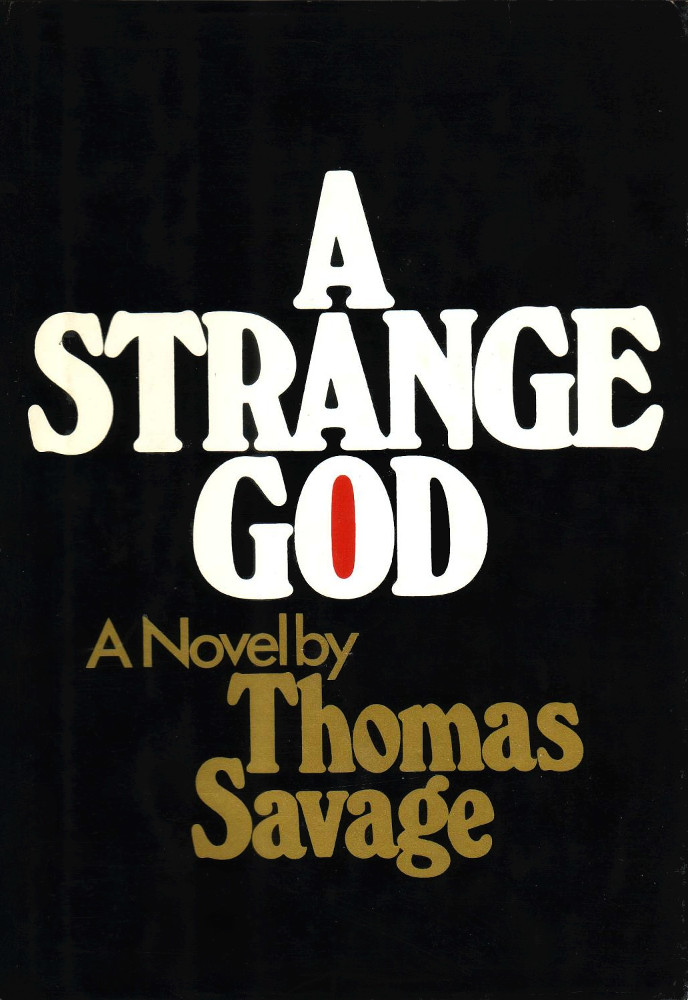
Cover der Erstausgabe von A Strange God

A Strange God erschien 1974 bei Little, Brown. Savage widmete den Roman seiner Tochter Betsy. Der Romantitel findet sich mehrfach im Alten Testament wieder, wo er in der Regel Verhängnis für die Menschen Israels verheißt.
Der Roman handelt von Jack Reed, der aus dem Mittleren Westen unweit von Chicago stammt, jetzt aber in Boston lebt. Er hat sich unter dem Namen John W. Reed ein neues Leben aufgebaut und ist als Versicherungsmakler Self-Made-Millionär geworden. Er ist mit Norma verheiratet und hat einen Sohn, Tim, und eine Tochter, Martha. John hat hohe Erwartungen an die Kinder, die es gleich „richtig machen“ sollen. Tom studiert auf Drängen des Vaters in Harvard, während Martha zunächst die Prep School St. Margaret’s Hall besucht und später aufs College wechselt. Sein Ideal einer „nuclear family“ behindert jedoch nicht zuletzt die Entwicklung und Selbstfindung seiner Kinder, die rebellieren. Jacks eigene Ehe ist unglücklich und er beginnt eine Affäre mit Claire, der Frau eines Klienten. Nachdem er von seinem Sohn in flagranti erwischt wird, beendet er die Affäre, doch bricht Tim den Kontakt zu seinem Vater ab. Martha wiederum beginnt eine Affäre mit einem deutlich älteren Mann, wird von ihm schwanger und gibt das Kind zur Adoption frei. Sie bricht das College ab und zieht nach Denver, wo sie Arbeit gefunden hat. Als Tim zu Weihnachten nach Hause zurückkehrt, hält ihn Jack, der schwer betrunken ist, für einen Herumtreiber und erschießt ihn versehentlich Es folgt der Absturz Jacks, der auch Familie und Arbeit betrifft. Von akuten Selbstmordgedanken hält Jack am Ende nur ein einziger Telefonanruf ab. Er entschließt sich, weiterzuleben, auch wenn der Tod ihm erstrebenswerter als das Leben scheint.
Mehrere Kritiker verglichen A Strange God mit F. Scott Fitzgeralds Der große Gatsby und attestierten Savage, dass es ihm gelinge, eine „legendäre, Fitzgerald’sche Qualität auf das Klein-Klein in Reeds Leben [zu übertragen]. Die Zufälle von Erfolg und Misserfolg werden dargestellt, um die Fragilität der Welt des Mannes zu unterstreichen.“ „Jack ist nur einer dieser Männer, die mit den besten Absichten die falschen Dinge aus den falschen Gründen tun, und durch ihn schafft es Savage, unter die Oberfläche, die er so gut gebaut hat, und unter die Haut zu gehen“, so Kirkus Reviews. Es sei eine traurige Geschichte des nicht etablierten Selbst, gefangen zwischen Anfängen, Enden, Veränderungen und irreversiblem Verlust. Die New York Times hob hervor, dass Savage das eigentlich Unvermeidbare – simplifizierte Moral und üblichen Pathos – vermeidet: Stattdessen forme er „ein persönliches Debakel zu einer Metapher für das Alleinsein und die Sinnlosigkeit, die jeden plötzlich treffen kann“. The Hudson Review konstatierte, dass das Buch zwar Fehler habe, Savage mit dem Roman jedoch sehr nahe an einen großen Erfolg gekommen sei. Der Roman sei „Marquand mit einer Ahnung des kommenden, drohenden Unheils“.

#### Midnight Line (1976)
Savage verfasste Midnight Line unter dem Arbeitstitel Talk Show. Der Roman erschien 1976 bei Little, Brown; Savage widmete ihn seiner Schwester und Halbschwester.
Die Hauptfigur in Midnight Line ist der 55-jährige Tom Westbrook, Star der nächtlichen Radio-Call-In-Show eines Bostoner Senders. Westbrook ist geschieden und lebt allein. Ursprünglich stammt er aus Grayling, einer Kleinstadt in Montana. Eines Tages beginnen anonyme Anrufe einer Person, die Westbrook nur The Voice nennt. Sie enthüllen nach und nach, dass Westbrook einen unehelichen Sohn hat, der in Schwierigkeiten steckt und später schwer verwundet im Krankenhaus liegt. Westbrook hatte einst seine schwangere Freundin Maxine Gates verlassen, die kurz darauf starb – wie Westbrook nun erfährt bei der Geburt seines Sohnes. Westbrook entscheidet sich schließlich, nach Montana zu gehen und seinen Sohn im Krankenhaus zu besuchen.
Savage selbst schrieb an seinen Verleger, dass er glaube, mit Midnight Line „eine sehr starke Geschichte“ („a very strong story“) geschrieben zu haben. Kirkus Reviews befand in der Kritik zu Midnight Line, dass Savage „ein perfektes Gespür [hat] und […] jedes Mal bessere und stärkere Bücher über die Verlierer der Welt  [schreibt].“ Die Kraft der Emotionen mache aus dem Buch ein gelungenes Werk, auch wenn Savage das Potenzial, das in einer Radioanstalt mit einer Vielzahl an interessanten Charakteren liegt, nicht ausschöpfe, so die New York Times. Die Washington Post nannte den Roman eine gute Lektüre, die alle Elemente großartiger Literatur besitze. Midnight Line sei ein „äußerst amerikanischer Roman, mit einem starken Gespür für Standorte und Verwerfungen, die einzigartig amerikanisch sind“.

#### Mein Bruder – meine Schwester (1977)
Mein Bruder – meine Schwester (Originaltitel I Heard My Sister Speak My Name) gilt als Savages autobiografischstes Werk. Der Autor selbst schrieb in einem Brief, dass Mein Bruder – meine Schwester der eigenen Familie dazu dienen könne zu erkennen, „wer wir sind und wer wir waren“ („who we are and were“). Das Buch sei kein Roman, sondern überwiegend eine wahrheitsgetreue Darstellung. Der Roman wurde 1977 bei Little, Brown unter dem Titel I Heard My Sister Speak My Name veröffentlicht, wobei der Titel auf eine Romanzeile am Ende des Buchs zurückgeht und von Savages damaligem Lektor bei Little, Brown vorgeschlagen wurde. Das Buchcover der US-amerikanischen Erstausgabe zeigt ein Jugendbildnis von Savages Mutter Beth Yearian. Der Roman wurde 2001 unter dem Titel The Sheep Queen, der den Fokus auf das Familienoberhaupt der Yearians legt, neu veröffentlicht. Es war der einzige Roman, der zu Lebzeiten Savages vollständig auch in Deutschland erschien: Der Schneekluth-Verlag veröffentlichte den Roman in einer Übersetzung von Lydia Dewiel 1980 unter dem Titel Mein Bruder – meine Schwester.
Die Hauptfigur und Erzähler im Roman ist Tom Burton, ein Schriftsteller im mittleren Alter, der entdeckt, dass er eine drei Jahre ältere Schwester namens Amy McKinney hat, die früh zur Adoption freigegeben wurde. Burton bewertet und hinterfragt auf der Basis sein Leben neu. Die Rahmenhandlung des Romans spielt in den 1970er-Jahren, der Roman selbst besteht aus vier Teilen: Teil 1 handelt von Amys Kindheit, Jugend und Erwachsenenleben bis zur Entdeckung, wer ihre leiblichen Eltern sind, Teil 2 handelt von Emmas (Toms Großmutter) und Beths (Toms Mutter) Leben, bis hin zu Beths Erkenntnis, dass sie sich in Ben Burton, Toms Vater verliebt hat, Teil 3 behandelt Toms Erinnerungen an Ben Burton, zahlreiche Briefwechsel mit den noch lebenden Tanten und deren Einschätzung der Situation und der langsamen Erkenntnis, dass Amy tatsächlich Teil der Familie sein könnte. Teil 4 besteht aus einem langen Brief Toms an Amy, in dem er von seiner Mutter und ihrer zweiten Ehe mit Charlie Brewer erzählt und schließlich eine Erklärung für die Adoptionsfreigabe findet. Am Ende bucht Tom einen Flug, um Amy zu besuchen und hört am Telefon erstmals, wie sie seinen Namen ausspricht.
Savage verfasste den Roman als Reaktion auf die Entdeckung, dass er selbst eine drei Jahre jüngere Schwester hat. Er lernte sie erstmals 1969 kennen, als seine Eltern bereits verstorben waren. Die Entdeckung führte zu einer Neubewertung des Lebens seiner Mutter, bei der er aufgewachsen war, und damit seiner Vergangenheit, die er im Roman vornahm. Für Savage diente der Roman nicht zuletzt dazu, „zu verstehen, wie das passieren konnte“. Die Namen der Charaktere sind dabei den Realnamen ähnlich, so heißt Savages Mutter Elizabeth „Beth“ auch im Roman Beth Sweringen (= Yearian), später verheiratete Burton (= Savage) und Brewer (= Brenner). Auch die Großmutter Emma Yearian behält im Roman ihren Vornamen, wie auch die wiedergefundene Schwester Amy Patricia McClure Hemenway im Roman als Amy McKinney Nofzinger auftaucht.
Mein Bruder – meine Schwester war eines der wenigen Bücher, für das Little, Brown in Anzeigen warb, so wurden Anzeigen in Publishers Weekly geschaltet. Auch Reader’s Digest, die bereits Savages A Bargain With God veröffentlicht hatten, zeigten Interesse an einer Veröffentlichung von Mein Bruder – meine Schwester, doch zerschlug sich dieses Projekt. Die Verkaufszahlen des Romans waren, wie bei den meisten Romanen Savages, niedrig, auch wenn die Kritik das Buch positiv besprach. Jonathan Yardley schrieb in der Washington Post, dass Mein Bruder – meine Schwester ein hervorragender Roman sei: „Es ist das Werk eines meisterhaften Romanciers auf der Höhe seines Wirkens“ und der beste von Savages zehn bis dahin erschienenen Romanen. Kirkus Reviews lobte den Roman als „eine ruhige, schleichende Erkundung der unterschwelligen Traurigkeit, die das Leben derer prägt, die nicht ganz dazugehören.“ Die New York Times befand, dass der Roman vor allem seine Stärken habe, wenn er weit in die Vergangenheit zurückgeht, so seien die Szenen um George Sweringens Goldfund und die Sheep Queen fabelhaft („marvelous“).

#### Her Side of It (1981)

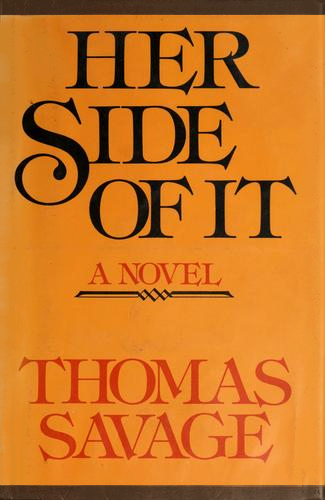
Cover der Erstausgabe von Her Side of It

Mit dem Roman Her Side of It, der 1981 bei Little, Brown erschien, verfasste Savage sein seiner Meinung nach bestes Werk. Als Vorlage diente ihm eine Schriftstellerin, die er gut kannte und die am Alkohol starb. Die Widmung des Romans lautet „For Camilla McCormick who knows why“. Nach Daddy’s Girl war es der zweite von drei Romanen, in dem ein Mann vom Leben einer besonderen Frau berichtet.
Der Erzähler in Her Side of It ist der durchschnittliche und eher farblose Englisch-Professor aus Neuengland, Bill Reese, der sein einziges Verdienst in seiner Beziehung zur Hauptfigur Elizabeth „Liz“ Chandler Phillips sieht. Er erzählt, wobei seine Rückblicke mit zurückgelassenen Berichten von Liz selbst verwoben sind, ihr Leben: Liz’ Kindheit in Bozeman, Montana, mit ihrer unbeständigen Mutter Flo und ihrem schwachen Vater Frank, der später verstarb, und ihre Jugendzeit bei den Großeltern in New Hoosic, Iowa. Es folgen die Collegejahre und ihre Ehe mit dem schwächlichen Theaterdozenten Hal Phillips in New York und ihr kurzzeitiger Erfolg als Schriftstellerin. Sie schrieb in den 1940er- und 1950er-Jahren zwei Bücher, darunter den Roman Masquerade, die von der Kritik gelobt wurden, sich jedoch schlecht verkauften. In der Gegenwart befindet sich Liz in einer Abwärtsspirale, die Ehe mit Hal steht vor dem Ende und sie selbst ist schwer alkoholabhängig und verschuldet. Sie verstirbt schließlich am Alkohol und Bill wird als Nachlasserbe auch ihr Biograf.
Her Side of It wurde von der Kritik gemischt aufgenommen. Mehrere Kritiker verglichen Savages Stil mit Werken von Ford Madox Ford und F. Scott Fitzgerald und schrieben, dass in Savages Prosa Fitzgerald durchschimmere. Sein Stil wurde als altmodisch mit positiven Sinn empfunden, so schreibe er, als ob „Conrad und Ford und diese anderen technikbewussten Erzähler vom Anfang dieses Jahrhunderts immer noch eine Rolle spielen würden“. The Hudson Review nannte Her Side of It Savages besten Roman der letzten 15 Jahre, auch wenn die Zeichnungen der Vergangenheit besser gelungen seien als die Darstellung der Gegenwart. „Mit einem präzisen Gespür für die Wunden begabter Individuen, die in relative Vergessenheit geraten sind, folgt Savages schöner neuer Roman einigen erstickten Halbhelden … während er die literarische Welt durchkämmt – mit aller Macht“, so Kirkus Reviews: „Alles in allem – erstklassige Arbeit eines Schriftstellers, der wenig gelesen, wenig besungen und längst überfällig für öffentliche Aufmerksamkeit im großen Stil ist.“

#### For Mary, With Love (1983)
Mit Mary Skoning in For Mary, With Love schuf Savage eine Hauptfigur, die auf seiner eigenen, unkonventionellen Tante Mary Skoning Brenner Kirk (1887–1981) basierte, die bis 1925 mit Savages Stiefonkel Henry Brenner (im Roman „Hal Bower“) verheiratet war. Savage hatte die Arbeit am Roman, der zu Beginn den Titel To Mary, With Love trug, kurz vor Skonings Tod begonnen. Das Buch erschien im September 1983 bei Little, Brown und war der letzte Roman, den Savage bei seinem langjährigen Verlag veröffentlichte.
Nach Daddy’s Girl und Her Side of It war es der dritte Roman über eine weibliche Hauptfigur, der von einem Mann erzählt wird. In For Mary, With Love bleibt der Erzähler namenlos, doch wird deutlich, dass es sich um einen Freund aus Kindertagen handelt, der jetzt als Professor arbeitet. Die Geschichte von Mary Skoning, Tochter eines dänischen Milchbauern, beginnt in einer Kleinstadt unweit von Chicago, wo sie ab 1905 eine Ausbildung erhält und sich mit der wohlhabenden Emerald Tayloe anfreundet. Als deren Familie die Freundschaft unterbinden will, ruiniert Mary die geplante Ehe von Emeralds Bruder, indem sie mit ihm flirtet und ihn verführt. Sie studiert an der Northwestern University in Chicago und kommt anschließend ins ländliche Montana, um als Privatlehrerin zu unterrichten. Sie heiratet 1915 Hal Bower, Sohn des wohlhabenden Bower-Clans, und beide bekommen einen gemeinsamen Sohn. Hal leidet an Multipler Sklerose, was Mary erst nach der Heirat erfährt. Sie verlässt Montana ohne ihren Sohn und lässt sich Mitte der 1920er-Jahre mit ihrem neuen Liebhaber, dem reichen Ladenkettenbesitzer Mark Pollinger, in San Francisco nieder, verlässt ihn jedoch schon nach zwei Jahren wieder. Der Aristokrat Peter Edwards wird ihr vierter Liebhaber und zweiter Ehemann. Die Weltwirtschaftskrise 1929 führt Mary beinahe in den Ruin, doch rettet ein unerwarteter Nachlass sie. Mary plant nun, ihr Leben ohne Peter weiterzuführen.
Die Kritik stand dem Roman überwiegend positiv gegenüber: Savage habe sich noch nie zuvor in seinen Romanen so intensiv mit der Frage beschäftigt „was es im 20. Jahrhundert heißt, Amerikaner zu sein“, und habe mit For Mary, With Love eine „Studie über das amerikanische Herz in der Krise“ geschaffen, so Prairie Schooner: das Buch „verkörper[e] die Schönheit, das Geheimnis und das Mitgefühl, um seinem altgedienten Autor die Anerkennung zu verschaffen, die ihm in den letzten Jahrzehnten verwehrt wurde“. Der Philadelphia Inquirer lobte den Roman, der alle Aspekte großer englischsprachiger Literatur des 20. Jahrhunderts vereine. Savages Mary könne genauso gut von Theodore Dreiser oder Edith Wharton stammen. „Obwohl die Sirene [= Mary] und ihre Opfer fern zu sein scheinen, verleihen Savages spekulative Beilagen, erzählerisches Geschick und spritzige Nebenfiguren Marys Fortschritt eine lebendige Inszenierung“, schrieb Kirkus Reviews: For Mary, With Love, sei nicht der beste Savage, aber intelligent und manchmal mitreißend. Kritisiert wurde Savages Roman für „Abschweifungen, einen gelegentlich biederen Ton und eine bösartige Freude, die beim Berichten der Rückschläge der Elite zum Ausdruck kommt“. Auch die Washington Post sah den Ton des Romans, der bei der Beschreibung der sozialen Eliten schnell von Satire zu Sarkasmus wechselt, als problematisch an. Zudem erschwere Marys absolute Herzlosigkeit es dem Leser, Zugang zu ihr und ihrem Leben zu finden.

#### The Corner of Rife and Pacific (1988)

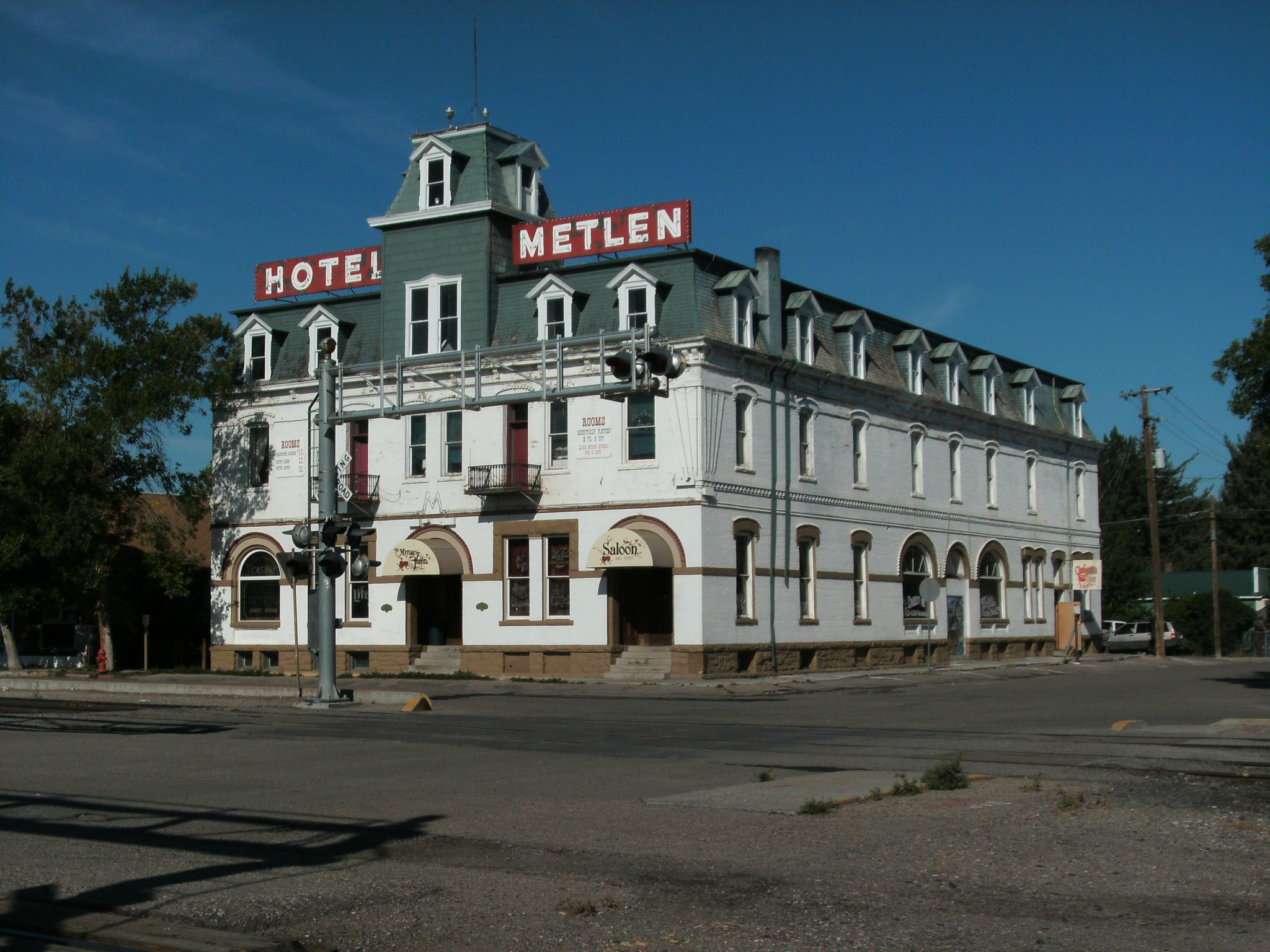
Das Hotel Metlen in Dillon, Montana

The Corner of Rife and Pacific war Savages letzter Roman und das erste Werk, das bei William Morrow & Company veröffentlicht wurde. Nach Jahren, in denen Savages neue Romane keine Publicity seitens Little, Brown erhalten hatten, hatte er auf Anraten seiner Agentin den Verlag verlassen. Der Romantitel ist ein Insiderwitz, da die Straßen Rife und Pacific in Dillon (im Roman „Grayling“) in Wirklichkeit parallel verlaufen.
Der Roman beginnt mit der Stadtgründung von Grayling im Jahr 1890 und endet mit der Wahl von Warren G. Harding Anfang der 1920er-Jahre. Er handelt von zwei Dynastien: Die Connards unter der Leitung von Martin Connard, denen die Bank in Grayling gehört, steigen im Laufe der Handlung auf, während die Metlens unter der Leitung von John Metlen, denen das Hotel in Grayling gehört, als Dynastie untergehen. Der Fokus der Handlung liegt dabei jedoch auf den Metlens.

John Metlen kommt nach Grayling, wo er eine Ranch erwirbt und aufbaut. Er hat die Lehrerin Lizzie, Tochter eines Arztes aus San Francisco, geheiratet und beide haben einen Sohn, Jack, der als Außenseiter gilt. John ist ein guter Rancher und baut später das erste Hotel in Grayling. Über die Jahre erfolgreich, erweist er sich dennoch nicht als guter Geschäftsmann und ist um 1918 bankrott. Seine Frau Lizzie stirbt zu dieser Zeit an der Grippe. Jack wiederum ist erwachsen geworden und kehrt 1918 aus dem Ersten Weltkrieg zurück, wo er als Funker tätig war. Er widmet sich in der nächsten Zeit der Weiterentwicklung des Radios. Bei einer Veranstaltung lernt er die schöne Anne Chapman kennen, die zu einem Viertel Lemhi-Shoshonin ist. Zack und Anne heiraten und bekommen Sohn John, der an einer Knochenkrankheit leidet. Anne gibt schließlich die Konventionen auf, um Mann und Sohn zu retten: Sie tanzt im Hotel, das inzwischen den Connards gehört, nackt vor ihrem Verehrer Harry Connard auf einem Tisch, um mit den dafür versprochenen 25.000 Dollar die Radiopatente ihres Mannes und die Operation ihres Kindes in Paris zahlen zu können. Der Roman endet mit der Abreise der kleinen Familie aus Grayling gen Paris.
Die New York Times schrieb, dass Savage sich im Roman mit normalen, bodenständigen Charakteren und deren Scheitern im Angesicht des schlechten Wetters, des grausamen Krieges und besonders der grausamen Nachbarn beschäftige. Savage schreibe wie immer anmutig und sparsam, die Handlung sei dicht und „seine Stimme ein Wunder, das auf dem Drahtseil der Allwissenheit entlanggeht“. Savage schreibe über Dinge, die wichtig sind. Das Vertrauen in ihn als Autor leide nur durch die grobe Schwarz-Weiß-Zeichnung der Metlens und der Connards und die Zeichnung der Frauen als ausschließlich mutig und edel. Die Chicago Tribune befand, dass der Roman die anmutige Aura eines langjährigen Autors habe, der in der Gegend, über die er schreibt, aufgewachsen sei, und der sich nun in der Möglichkeit, zurückzuschauen, aale. Die Washington Post lobte den Roman als intelligent, bewegend und interessant und Savages Darstellung der Vergangenheit als reich, detailliert und lebendig. Das Romanende wurde als zu überstürzt kritisiert, unter anderem da in den letzten Kapiteln zahlreiche neue Charaktere eingeführt werden. Savage schaffe es, das Kleinstadtleben in den ersten Jahrzehnten des 20. Jahrhunderts erleb- und erfühlbar zu machen und den Leser mitzunehmen, sodass die eher einfache Handlung mit wenig Action für den Leser ausreichend sei, so die Los Angeles Times. Für Kirkus Reviews war das Buch ein „stimmungsvoller, wunderschön gestalteter Roman“, mit Grayling „von Viehpfaden bis zur Main Street“ als Stadt, die das Zeug habe, ikonisch zu werden. Savage selbst empfand den Roman als einen der stärksten Romane, die er je geschrieben habe. Er vereine zwei Themen, die ihn seit Jahren fasziniert hätten: absolute Schönheit und tiefste Rache („absolute beauty and utter revenge“).
The Corner of Rife and Pacific wurde Anfang 1989 von Publishers Weekly zu einem der besten 15 Romane des Jahres 1988 gekürt. Im Jahr 1989 gewann Savage den Pacific Northwest Booksellers Association Award und wurde für den PEN/Faulkner Award nominiert.

### Themen und Motive

#### Landschaft vs. Charaktere

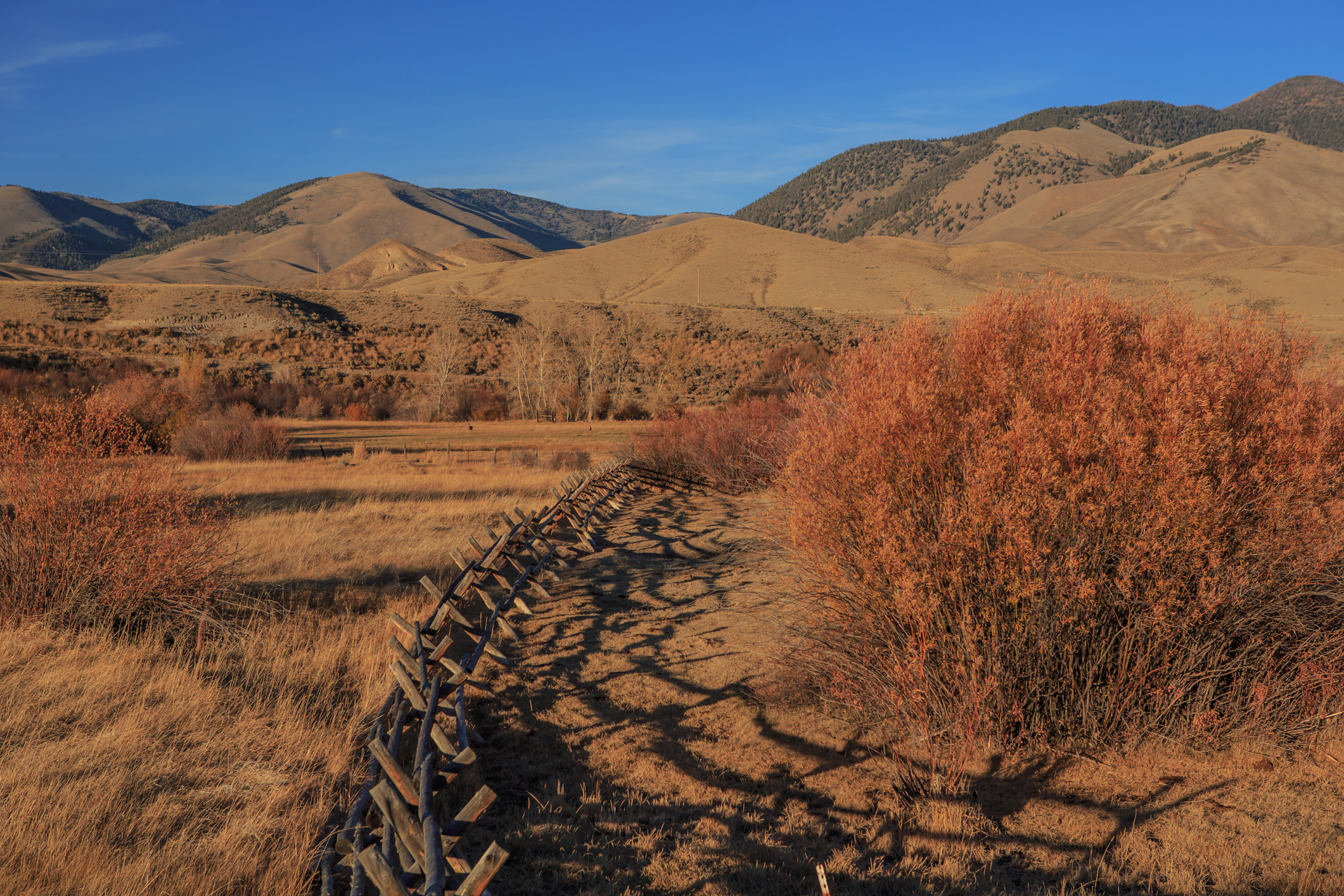
Lemhi Valley, Idaho

Zwischen 1944 und 1988 veröffentlichte Savage 13 Romane, von denen die Mehrzahl an den Orten seiner Kindheit und Jugend spielt: Schauplätze sind immer wieder mehr oder weniger fiktive Versionen von Beaverhead County in Montana und dort speziell Horse Prairie, mit Dillon und Armstead sowie der Brenner-Ranch, bzw. Lemhi County in Idaho mit dem Lemhi Valley, Lemhi und der Yearian-Ranch sowie den beide Gegenden trennenden Bergen mit dem verbindenden Bannock-Pass und Lemhi-Pass. Savage begründete dies mit Willa Cathers Aussage, dass die Menschen zwischen dem achten und 16. Lebensjahr am sensibelsten seien. Er selbst kehrte in seinen Romanen häufig in diesen Zeitraum zurück und ging in der Zeichnung von Montana und Idaho nie weiter als bis zum Anfang des Zweiten Weltkriegs, als er selbst die Gegend verließ.
Seine Romane zeichnen eine harsche, feindliche Realität in Montana und Idaho, voller Grausamkeit und Heuchelei. Sowohl die karge, weite Landschaft, ein zentrales Motiv in Savages Werk, als auch die Personen, die in ihr leben, werden düsterer als im Genre üblich gezeichnet. Savage selbst sagte in einem Interview 1989, dass er immer daran geglaubt habe, dass die Landschaft die Menschen, die in ihr leben, formt. Kritiker ordneten Savage daher einerseits weniger als Autor von Westernliteratur, denn als scharfsinnigen Chronisten der Conditio humana ein. Andererseits wurde er teilweise gerade aufgrund seiner „anti-mythologischen“ und wenig verklärenden Darstellung des Lebens im amerikanischen Westen – die besondere Abneigung gegenüber Owen Wisters klischeebeladenem Wildwestroman Der Virginier scheint in vielen seiner Romane durch – als Vertreter der modernen Westernliteratur angesehen, zu der auch Autoren wie John Cheever und John Updike gezählt werden können. Savage selbst stand der Einteilung als Western- oder Nicht-Wester-Autor neutral gegenüber, war jedoch irritiert, dass er in Montana nie als „Montana writer“ wahrgenommen wurde, während andere Schriftsteller, die nicht einmal aus Montana kamen, so klassifiziert wurden. Er selbst vermutete, dass es daran lag, dass er so häufig über Boston geschrieben habe.
Die immer wiederkehrende (Haupt-)Figur der Romane Savages ist der Außenseiter. Häufig sind Familien zerrüttet, so fehlt vor allem der Vater als Elternteil oder wird als schwaches Glied der Familie dargestellt, sodass er als Vorbild für die Söhne der Familien nicht infrage kommt. Oft gehen Charaktere an den Gegebenheiten zugrunde. Kritiker schrieben, dass Savage „nicht an Happy Ends glaube“ („Mr. Savage does not believe in happy endings“). Savage selbst schrieb, dass er in seinen Romanen häufig die Welt zeichnete, die er als Kind und Jugendlicher vor allem auf der Brenner-Ranch erlebt hatte, und die er nach Aussage von Familienmitgliedern hasste („hated Montana“). Vor allem auf der Brenner-Ranch fühlte er sich oft fremd und als Außenseiter und kehrte auch als Erwachsener nur zu seltenen Besuchen zurück. In seinem Roman The Liar schrieb Savage, dass man den Ort, an dem man lebt, hassen müsse, und dass Menschen über Dinge und Menschen besser schreiben, die sie hassen, da Liebe den Blick vernebelt („You must hate it where you live […] People write better about what they hate and whom they hate […] People who love can’t see straight.“).

#### Autobiografische Züge

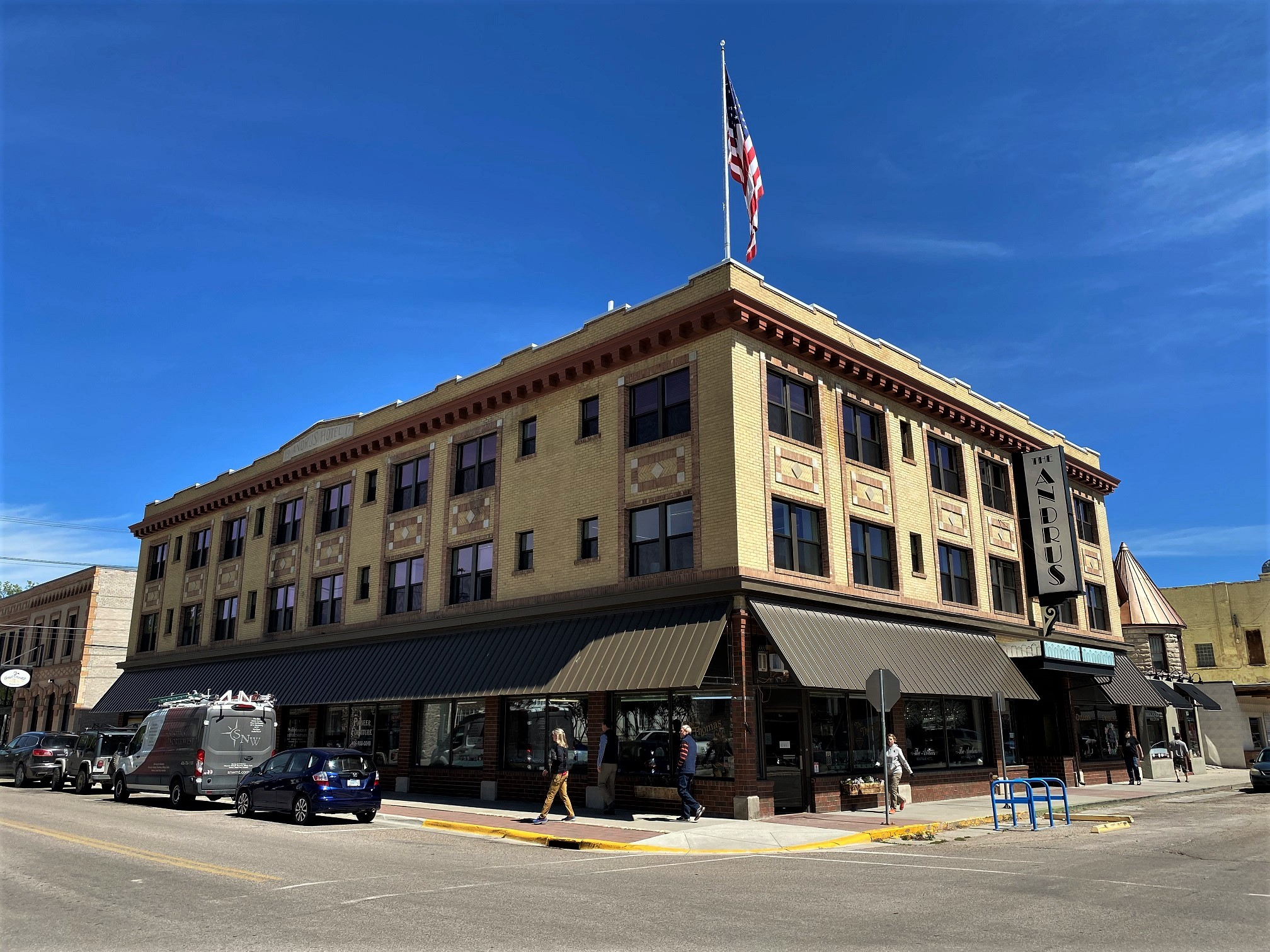
Das Andrus Hotel in Dillon

Armstead in Montana, Vorlage des Dorfes Beech

Zahlreiche Romane Savages haben autobiografische Bezüge, die Menschen, aber auch Orte betreffen. Wiederkehrende Hauptcharaktere entsprachen dabei Mitgliedern seiner Familie. O. Alan Weltzien identifizierte dabei fünf Standardcharaktere in Savages Romanen:
- Die schöne, kultivierte, junge Mutter, die dem Alkohol verfällt, war nach Savages eigener Mutter gezeichnet. Sie erscheint beispielsweise als Ruth Bart in Lona Hanson, als Rose Gordon in The Power of the Dog, als Anne Burk in The Liar und als Beth Sweringen in Mein Bruder – meine Schwester.
- Der starke Patriarch bzw. Matriarch der Familie, wie Adele Burk in The Liar, bezog sich fast immer auf Savages eigene Großmutter, wie alle starken Frauenfiguren in Savages Romanen Züge von Emma Russell Yearian aufweisen.[44]
- Der ehrliche, bodenständige Rancher, wie George Burbank in The Power of the Dog, war seinem Stiefvater nachempfunden.
- Der Rancharbeiter, der die Schwächen anderer für seinen eigenen Vorteil nutzt, entsprach seinem Stiefonkel William Brenner, so Joe Martin in Lona Hanson, Phil Burbank in The Power of the Dog und Ed Brewer in Mein Bruder – meine Schwester.
- Savage selbst ist häufig in der Figur des Außenseiters zu finden, der sich nur schwer dem Ranchleben anpassen kann oder ihm erfolgreich entkommt,[162] so Clyde Barrows in Lona Hanson, Peter Gordon in The Power of the Dog, Gerald Bond/Sawyer in The Liar, Thomas Burton in Mein Bruder – meine Schwester[163] und Tommy Cummings in For Mary, With Love.[164] Grundsätzlich sind Hauptfiguren bzw. Erzähler in Savages Romanen häufig „Autorenersatz, Verkörperungen verschiedener Savage-Versionen“.[165]

Auch zahlreiche Nebencharaktere sind klar Einwohnern von Dillon aus Savages Kindheit und Jugend zuordenbar. Savage selbst half anlässlich seines Besuchs in Dillon 1983, die von Bewohnern der Stadt zusammengetragenen Listen von Romancharakteren und Einwohnern der Stadt zu ergänzen und zu korrigieren.
Die Stadt Dillon, in der Savage während der Schulzeit zur Untermiete lebte, ist in zahlreichen seiner im Westen angesiedelten Romane unter den Namen Sentinel (Lona Hanson), Herndon (The Power of the Dog, The Liar) und Grayling (Midnight Line, Mein Bruder – meine Schwester, Her Side of It, For Mary, With Love, The Corner of Rife and Pacific) zu finden. Der Name „Herndon“ geht dabei auf eine Familie zurück, die unweit von Dillon in Armstead lebte. „Grayling“ wiederum war der Name einer Eisenbahnstation der Oregon Short Line Railroad unweit von Dillon. Beschreibungen der Stadt und ihrer Bewohner reichen dabei von detailliert und tiefgründig bis ironisch-mokierend, satirisch und scharf kritisierend.
Auch zahlreiche Bauwerke und Institutionen der Stadt Dillon finden sich regelmäßig in Savages Werken wieder, so die Bordelle, das Zugdepot der Union Pacific Railroad, das Sugar Bowl Café und das Gerichtsgebäude. Das Andrus Hotel in Dillon ist häufig als zentraler Ort im fiktiven Dillon in Savages Werken zu finden. Es wird dabei unter anderem als Sentinel Hotel (Lona Hanson), Herndon House (The Power of the Dog, The Liar) oder Andrews Hotel (Midnight Line, For Mary, With Love, The Corner of Rife and Pacific) bezeichnet. Auch das Metlen Hotel in Dillon ist in den Romanen zu finden, so als Melton Hotel in Midnight Line und unter dem tatsächlichen Namen in The Corner of Rife and Pacific. Einige Beschreibungen in Savages Romanen mischen Gebäude in Dillon und Salmon in Idaho. Auch andere Kleinstädte und Siedlungen der Gegend finden sich in Savages Romanen, so Armstead in Montana als Cross-Roads in Lona Hanson sowie Beech in The Power of the Dog, The Liar und Mein Bruder – meine Schwester.

#### Homosexualität und Homophobie
Savage wusste schon als Jugendlicher, dass er homosexuell war, outete sich jedoch weder in seiner Jugend noch in den Anfangsjahren seiner Beziehung zu Elizabeth Fitzgerald (spätere Savage). Auch in Briefen und Dokumenten finden sich keine Hinweise zu seiner Homosexualität. Er outete sich vor seiner künftigen Frau, als er ihr einen Heiratsantrag machte, begann seine Homosexualität jedoch erst offener zu leben, nachdem sich die Familie 1955 in Maine niedergelassen hatte: In den späten 1950er-Jahren änderte er langsam seinen Kleidungsstil und seine Umgangsformen. Savage galt Zeitgenossen in seiner Zeit in New England als extravagant; er bevorzugte auffällige Schals und Tücher, rauchte mit Zigarettenhalter und fuhr auffällige Autos. In einem Interview im Jahr 1983 sagte er, dass er bei einem Besuch in Dillon in einer Hotellobby lavendelfarbene Handschuhe getragen habe – ein Hinweis auf seine sexuelle Identität und seine Position als selbstgewählter Außenseiter.
Savage verließ 1960 zeitweise die Familie, um mit dem späteren Kinderbuchautor Tomie dePaola zusammenzuleben. Er beendete die Affäre, während der er mit dePaola sogar Ringe in einer Kapelle in Beacon Hill getauscht hatte, abrupt Anfang 1962 und kehrte zu seiner Familie zurück. Seine eigene Homosexualität verarbeitete er zunächst Mitte der 1960er-Jahre in einem 400-Seiten-Roman, der von der Beziehung zu dePaola handelte und den er aufgrund der Aussichtslosigkeit einer Veröffentlichung im Atlantik versenkte. In einem Interview 1989 sagte er auf das Manuskript anspielend, dass er nur ein einziges Mal wirklich über sich selbst geschrieben habe („I have never written about myself truly except once.“). Auch sein letzter Roman über eine homosexuelle Beziehung mit dem Arbeitstitel Buddies blieb unveröffentlicht und nach zahlreichen Überarbeitungen letztlich unvollendet.
Queere Charaktere, sowohl tendenziell genderfluide als auch homosexuelle, finden sich seit dem Debütroman The Pass gelegentlich in Savages Werk. Eine erste subtile Zeichnung ist die des Billy Blair in The Pass, der eine Nähmaschine ersteht und als einziger Rancher im Tal Milchkühe hält und melkt – eine Tätigkeit, die im amerikanischen Westen als Frauenarbeit und unmännlich galt. Auch Savage selbst war in seiner Kindheit und Jugend auf der Ranch der Brenners derjenige, der die Kühe gemolken hat, weil sich die Cowboys weigerten dies zu tun. Billy Blair erfriert im Roman während eines Wintersturms; im übertragenen Sinne töten ihn jedoch seine fehlende Männlichkeit und seine Exzentrik. Lona Hanson, Hauptfigur in Savages gleichnamigem Roman, wird als „both male and female“ beschrieben und als Cowgirl, das gerne ein Cowboy wäre, verspottet. Starke Frauencharaktere erlaubten Savage, konventionelle Genderstereotype aufzubrechen und die Grenzen zwischen männlich und weiblich verschwimmen zu lassen.
Der im Anschluss an seine Affäre mit Tomie dePaola verfasste Roman The Power of the Dog kann als Savages Auseinandersetzung mit seiner eigenen, nach Ende der Affäre erneut unterdrückten Homosexualität gelesen werden. Das Grundthema des Romans ist dabei die unterdrückte Homosexualität, die sich als Homophobie zeigt, wie sich Savages Romane generell immer wieder einer schwachen Männlichkeit widmen, wobei homosexuelle Neigungen hinter Homophobie versteckt werden. Die Hauptfigur Phil in The Power of the Dog verabscheut lieber die Welt, als von ihr verabscheut zu werden („he had loathed the world, should it loath him first“): Phil gibt sich betont männlich und reagiert auf jede Abweichung von der Gendernorm mit beißendem Spott und harscher Ablehnung, wie auch Savages eigener Affäre von seiner Familie teilweise gewalttätig begegnet wurde. Phils geheime Liebe Bronco Henry wird vor seinen Augen getötet, wie auch Phil dann zu Tode kommt, als er beginnt, sich nach Jahren der Unterdrückung seine eigene Sexualität erneut einzugestehen und diese ausleben zu wollen. Die tragischen Folgen homosexueller Begierde, die Savage in seinen Werken beschreibt, sind hier eher als Protest gegen die Gendernormen der Zeit und Gesellschaft zu verstehen als dass sie der Trope des „killing off the queer“ entsprechen. Neben einer Art der literarischen Selbstkasteiung verarbeitete Savage im Tod Phils jedoch auch seinen Hass auf seinen Stiefonkel William „Bill“ Brenner, der auch in weiteren Romanen Savages unter anderem Namen erscheint (Lona Hanson, Mein Bruder – meine Schwester). Savage selbst stellte sich im Buch als femininen Jugendlichen in der Person des Peter dar, der in seiner Sexualität nicht eindeutig gezeichnet wird. Peter im Roman, wie auch Savage im wahren Leben, waren Außenseiter auf der Ranch. Irrelevant erscheint im Roman hingegen das Alter Peters, der zum Zeitpunkt von Phils Tod 16 Jahre alt ist. Phil übernimmt in der imaginären möglichen Beziehung zu Peter die Rolle, die Bronco Henry einst für ihn übernommen hatte, während Peter imaginär zu Phil wird („The boy wanted to become him, to merge with him“).
Vom Roman Daddy’s Girl (1970) an nimmt die Darstellung sexueller Intimität in Savages Romanen zu. Auch homosexuelle Charaktere tauchen, wenn auch ausschließlich als Randfiguren, häufiger auf. In Daddy’s Girl erinnert sich der Erzähler an einen geouteten Jungen des College, der von einer Gruppe anderer Studenten öffentlich gedemütigt und geschlagen wird, und empfindet Mitleid. Auch die Hauptfigur Marty empfindet Mitgefühl mit homosexuellen Männern, die sich gesellschaftlich marginalisiert als Monster empfinden müssen. Die Bigotterie der Gesellschaft wird kritisiert, wenn Chris andeutet, dass seine Mutter, die Lytton Strachey verehrt, sich wahrscheinlich von ihm abwenden würde, wenn sie von seiner Homosexualität Kenntnis hätte. Ab Midnight Line (1976) wird die Auseinandersetzung mit Homosexualität zunehmend subtiler; in Mein Bruder – meine Schwester findet sie gar nicht statt: „his gay conversation continued in his fiction, however quietly“, auch wenn die Kritik an Genderstereotypen weiterhin deutlich formuliert wurde.

### Stil
Savage recherchierte für seine Romane nach eigener Aussage nicht („I have never done any research on a book“), sondern verließ sich ausschließlich auf seine Erinnerungen. Daher spielte es für ihn auch keine Rolle, wo er lebte, während er über Montana und Idaho schrieb. Obwohl er nach eigener Aussage kein großer Leser war, nannte er bestimmte Autoren immer wieder als Einfluss auf seine Arbeit: T. S. Eliot und John Steinbeck, die er in der Jugendzeit gelesen hatte, sowie später Robert Benchley, Tennessee Williams und Dorothy Parker.
Savage verfasste für seine Romane nie ein Grundgerüst bzw. einen Entwurf, da es ihn erzählerisch zu stark eingeschränkt hätte. Er ging dennoch methodisch vor und formulierte zu Beginn eines Projekts bereits den ersten Satz und den letzten Absatz, auf den er dann im Verlauf des Romans hinarbeitete. Eine Ausnahme bildete Mein Bruder – meine Schwester, der der einzige Roman war, bei dem Savage nicht von vornherein das Ende kannte. Nach eigener Aussage war er bei seinem autobiografischsten Werk mehr an der Wahrheit, als am künstlerischen Anspruch interessiert.
Eine gute Prosa war für Savage wichtig, und er arbeitete intensiv an einem guten Leserhythmus des Geschriebenen. Seine Werke sollten auch laut vorgelesen werden können, was dazu führte, dass Savage sich häufig Passagen laut vorsprach, um den Klang der Prosa zu überprüfen. Kritiker nannten Savage einen „Meister des einfachen Aussagesatzes“(„A master of the simple declarative sentence“), einen „zugänglichen Autor und elegant-kargen Stylisten“ („accesible writer and an elegantly lean stylist“) bzw. einen Autor mit einem anmutigen und ökonomischen (Schreib-)stil. Andere Kritiker hoben seinen Sinn für Detailtiefe hervor und nannten dies seine vielleicht größte stilistische Gabe.
Ein typisches Merkmal in Savages Romanen sind Abschweifungen von der Haupterzählung. Diese erscheinen in den Romanen häufig plötzlich, ergeben in sich aber Sinn. Savage selbst mochte diese „essayistischen Zwischenspiele“, die die Kritik witzig-sarkastisch nannte: „Ich mag es, in alle möglichen Richtungen abzuschweifen, aber meine Lektoren hassen es“, so Savage in einem Interview 1988.
Häufig gibt es in Savages Romanen einen allwissenden Erzähler, der die Handlung kommentiert. Mein Bruder – meine Schwester mit einem Ich-Erzähler, sowie die frühen Romane, in denen die Erzähler im Hintergrund bleiben, bilden hierbei eine Ausnahme. Oft sind die Erzähler Männer im mittleren Alter, die im Westen der USA aufgewachsen und dann weggezogen sind. Sie haben als potenzielle Außenseiter, die sich ein neues Leben fernab der Heimat aufgebaut haben, häufig Wesenszüge des Autors. Im Laufe der Romane Savages kommt es ab den 1970er-Jahren zunehmend zu einem Wechsel in der Art des Erzählens: Die Erinnerung an die Vergangenheit erfolgt dabei immer öfter, um Problemen der Gegenwart auf den Grund zu gehen. Kritiker sahen eine Erklärung darin, dass Savage so die Entdeckung, eine eigene Schwester zu haben, verarbeitete. Wie er im realen Leben erfahren auch die Charaktere seiner Romane eher zufällig die Wahrheit, so über einen Telefonanruf (Midnight Line), einen Brief (Mein Bruder – meine Schwester) oder ein Päckchen (Her Side of It).

## Rezeption
Savages literarische Laufbahn begann mit frühen Erfolgen, so verkauften sich sein zweiter (Lona Hanson, 1948) und dritter Roman (A Bargain With God, 1953) gut, ohne jedoch Bestseller zu sein. Beide Romane sah Savage als seine schwächsten an, legte eine kreative Pause ein und veröffentlichte bis 1967 nur den Roman Trust in Chariots (1961). Seine fruchtbarste Phase von 1967 bis 1977 sah ihn von der Kritik hochgelobt, und auch sein letztes Werk The Corner of Rife and Pacific (1988) fand großen Anklang bei den Kritikern. Großes Kritikerlob führte für Savage jedoch nicht zu einer großen Leserschaft; von seinem für Kritiker besten Werk The Power of the Dog konnten bei der Erstveröffentlichung nur rund 1000 Exemplare verkauft werden. Auch immer stärker werdende Appelle der Kritiker an die Leserschaft, Savage als Autor zu entdecken, änderten daran nichts.
Roger Sale führte Savage, der zu dem Zeitpunkt sieben Romane veröffentlicht hatte, in seinem Essay über Unknown Novels 1973 als eindrucksvollstes Beispiel eines unbekannten, aber qualitativ hochwertigen Autors an und bezeichnete ihn 1974 in einer Besprechung als „Amerikas bestgehütetstes literarisches Geheimnis“ („America’s best kept literary secret“). Für die Zeitschrift Contemporary Authors war Savage einer der ehrenhaften Autoren, der über viele Jahre gleichbleibend gut gearbeitet hat: „Seine Werke verdienen ernsthafte und respektvolle Aufmerksamkeit“. Für Kirkus Reviews war Savage 1981 ein Schriftsteller, der wenig gelesen, wenig besungen und längst überfällig für öffentlichte Aufmerksamkeit im großen Stil ist. „Wenn es Gerechtigkeit (oder besseren Geschmack) auf dem Literaturmarkt gäbe, wäre sicherlich der eine oder andere von Mr. Savages Dutzenden Romanen in den letzten 30 Jahren an der Spitze der [Bestseller]-Listen gewesen“, so die New York Times 1988, „er verdient es, von mehr Lesern entdeckt zu werden“. Es wäre erfrischend, wenn Savage endlich von der Leserschaft anerkannt werden würde, schrieb der New Yorker 1989 und die Washington Post bezeichnete es 1989 als „eine Schande, die an Empörung grenzt“, dass nur so wenige Leser ihn für sich entdeckt hätten. Anlässlich der Verleihung des PEN/Faulkner Awards umschrieb Jurymitglied Alan Cheuse Savage als Autor, der 13 oder 14 Bücher veröffentlicht habe, „and I don’t think he’s been recognized for anything.“ Auch die Nachrufe wiederholten die Aussage vom durch Kritiker anerkannten, jedoch unbekannten Autor. Die Los Angeles Times schrieb im 2003 veröffentlichten Nachruf: „Etwas überraschend wurde Savage, obwohl er für alle seine Romane von der Kritik gefeiert wurde, nie bekannt und hatte nie einen Bestseller.“ Schriftsteller Thomas McGuane konstatierte 2009, dass es unverständlich sei, dass Savage von den Lesern so vernachlässigt worden sei, und bezeichnete ihn als den vielleicht besten Romanautor über den amerikanischen Western nach Willa Cather. Savage sei ein erstklassiger, aber vernachlässigter Montana-Autor gewesen, so O. Alan Welzien 2017 zusammenfassend.
Savage selbst sagte in einem Interview 1988, dass er ein ziemlich guter Schriftsteller, jedoch weder berühmt noch reich sei. Auch wenn er erfolglos im Hinblick auf Verkaufszahlen sei, schreibe er weiter, da er sich sonst als nutzlos empfände; an einen späten Erfolg glaubte Savage Ende der 1980er-Jahre nicht mehr. Vereinzelt versuchte Savage, Erklärungen für die geringe Popularität seiner Werke zu finden. In einem Interview 1988 sagte er, dass er wünschte, „billig“ oder „für die Massen“ („cheaply or popularly“) schreiben zu können, da er immer wieder auch Geldsorgen hatte, doch verzichtete er zum Beispiel auf reißerische Sexszenen, da er nicht wisse, wie er sie angehen solle. „Wenn ich wüsste, wie ich für eine große Leserschaft schreiben müsste, würde ich es vielleicht tun, aber ich weiß nicht, wie“, so Savage 1989. Er selbst sah sich als Schriftsteller für höher gebildete Leser und gab an, dass wer nicht durch Bildung oder von Geburt an ein hohes Feingefühl und eine extreme Sensibilität besitze, ihn und seine Werke nie verstehen werde. In seinem Roman Mein Bruder – meine Schwester formulierte er seinen Anspruch als Schriftsteller über sein Alter Ego Thomas Burton:

„Mancher Leser wird mich für schwierig halten, denn meine Sätze werden oft mehr als bloße Feststellungen sein. So mancher fühlt sich ja nur mit einfachen Sätzen wohl und zieht Bücher vor, die ihn mit einem glücklichen Ende belohnen, mit einem Topf voll Gold, das er am Ende des Regenbogens zu finden hofft, selbst wenn der Regenbogen sich immer wieder zurückzieht und der, der ihm folgt, wunde Füße bekommt. Es gibt in Wahrheit kein Ende, ob glücklich oder nicht, es gibt nur Unterbrechungen.“

Savage veröffentlichte acht seiner 13 Romane bei Little, Brown, und konstatierte nach seinem späten Wechsel zum Verlag William Morrow & Company, dass der Verlag seine Bücher nie vermarktet habe. Das Marketing für seine Romane bei Little, Brown habe in der Regel aus einer Cocktail-Party in Manhattan und nicht mehr bestanden. Er selbst habe auch nur „sehr wenig Werbung für mich machen lassen“ und habe keine Ahnung von Selbstvermarktung gehabt.
Kritiker sahen als Grund für seinen Misserfolg beim breiten Publikum auch die düsteren Themen mit Verlust, Vernachlässigung und dem Niedergang von Familien, die für Leser wenig ansprechend seien.  Die Zeichnungen von Landschaft und Menschen, der „dunklen Seite des Lebens im Westen“, seien zu harsch für den durchschnittlichen Leser, auch in seiner eigenen Heimat. Durch die räumliche Distanz von Savage zu den Stätten seiner Kindheit und Jugend, mit wenigen kurzen Besuchen in Montana und Idaho, fehlten ihm zudem die lokalen Beziehungen, um selbst vor Ort bekannt(er) zu sein. In Anthologien zur Literatur in Montana fehlt er und wurde auch in regionalen Zeitschriften kaum erwähnt. Er selbst empfand diese Ausgrenzung als merkwürdig („One strange thing is that I have never been considered a Western writer in Montana“). Die neuere Forschung sieht auch die homoerotische Komponente in seinen Werken, die dem Männlichkeitsstereotyp der Western-Literatur widerspricht, als einen Grund für die fehlende Leserschaft an.
Erst Anfang der 2000er-Jahre erfolgte eine langsame Wiederentdeckung Thomas Savages. Vier seiner vergriffenen Romane wurden – auch international – wiederveröffentlicht, sodass die Zeitschrift The Gazette 2002 von einem „Savage Revival“ und einer Wiederentdeckung des Autors für eine neue Lesergeneration schrieb. Auch die wissenschaftliche Rezeption und Auseinandersetzung mit seinen Romanen begann. Vor den 2000er-Jahren gab es mit John Scheckters Thomas Savage and the West: Roots of Compulsion aus dem Jahr 1985 nur eine einzige Abhandlung, die sich wissenschaftlich mit Savages Werk auseinandersetzte. Sue Hart hatte sich 1995 in einer kleinen Abhandlung zu Thomas and Elizabeth Savage vor allem dem Autorenehepaar gewidmet. Ab den 2000er-Jahren trat vor allem O. Alan Weltzien, bis 2020 Professor an der University of Montana-Western in Dillon, mit zahlreichen Essays zu Savage hervor und behandelte Savages Werk auch in Universitätskursen. Mit Savage West. The Life and Fiction of Thomas Savage erschien zudem 2020 seine erste umfassende Biografie zu Thomas Savages Leben und Werk.

## Werke

### Romane
- The Pass. Doubleday, 1944. (Neuausgabe von Riverbend, 2009)
- Lona Hanson. Simon & Schuster, 1948. (Neuausgabe von Riverbend, 2011)
- A Bargain With God. Simon & Schuster, 1953.
  - dt.: Der Pfarrer von Beacon Hill. Übersetzt durch Friedrich Maria Lehnitz. Reader’s Digest Auswahlbücher, 1955.
- Trust in Chariots. Random House, 1961.
- The Power of the Dog. Little, Brown, 1967. (Neuausgabe von Back Bay Books, 2001)
  - dt.: Die Gewalt der Hunde. Übersetzt durch Thomas Gunkel. btb, 2021.
- The Liar. Little, Brown, 1969.
- Daddy’s Girl. Little, Brown, 1970.
- A Strange God. Little, Brown, 1974.
- Midnight Line. Little, Brown, 1976.
- I Heard My Sister Speak My Name. Little, Brown, 1977. (Neuausgabe unter dem Titel The Sheep Queen von Back Bay Books, 2001.)
  - dt.: Mein Bruder – meine Schwester. Übersetzt durch Lydia Dewiel. Schneekluth, 1980.
- Her Side of It. Little, Brown, 1981.
- For Mary, with Love. Little, Brown, 1983.
- The Corner of Rife and Pacific. Morrow, 1988.

### Essays und Artikel (Auswahl)
- The Bronc-Stomper. In: Coronet, August 1937, S. 154–156. (als T. Brenner)
- Prelude to Doom. In: Saturday Evening Post, 20. Mai 1961, S. 37, 87–91.
- Sir, If You Wish Us to Consider Further Your Manuscript of ‚Goldilocks and the Three Bears‘. In: Esquire, Oktober 1969, S: 145–146.
- We Walked and Walked. In: The Colby Alumnus. Band 64, Nr. 3, Frühjahr 1975, S. 12–13.
- Why a Pilgrim Traveled to Boston, and His Implausible Arrival There. In: Llewellyn Howland III (Hrsg.): A Book for Boston. David R. Godine, Boston 1980, S. 13–19.
- Creating a Character. In: The Writer, November 1981, S. 19–21.

## Verfilmungen
Es gab zahlreiche Versuche, Romane von Thomas Savage zu verfilmen, die scheiterten, so 1948 Lona Hanson unter der Regie von Norman Foster. Realisiert wurden zwei Verfilmungen:
- 1953: Studio One, Folge: A Bargain with God (TV-Serie, 1 Episode) – Regie: Paul Nickell
- 2021: The Power of the Dog – Regie: Jane Campion

## Auszeichnungen
- 1952: Honorary M.A., Colby College
- 1979: Guggenheim-Stipendium
- 1989: Pacific Northwest Booksellers Association Award für The Corner of Rife and Pacific
- 1989: Nominierung PEN/Faulkner Award für The Corner of Rife and Pacific